# Shanghai
Pour les articles homonymes, voir Shanghai (homonymie).
Shanghaï
Shanghai ou Shanghaï (chinois : 上海 ; pinyin : Shànghǎi ; Wade : Shang⁴hai³ ; EFEO : Chang-haï ; cantonais Jyutping : Soeng⁶hoi² ; cantonais Yale : Seuhnghói ; litt. « sur la mer »  ; shanghaïen : Zanhe) est une des municipalités autonomes chinoises située sur le fleuve Huangpu près de l'embouchure du Yangzi Jiang. Son port était en 2021 le deuxième port au monde avec un trafic cargo de 769,7 millions de tonnes et reste en 2023 le premier port à conteneurs avec 49 millions d'EVP,. 
Shanghai est remarquable par sa taille démesurée. Elle est la ville la plus peuplée de Chine avec 27 796 000 habitants, en 2021, sur l'étendue de la municipalité, ou municipalité au rang de province,. Elle est également l'une des plus grandes mégapoles du monde. Certains géographes estiment même qu'il s'agit de la ville la plus peuplée du monde avec environ 80 millions d'habitants si, au lieu de tenir compte des limites administratives, est prise en compte l’agglomération humaine.
L'autre caractéristique de Shanghai est sa place majeure dans l'économie mondiale. L'émergence de la ville comme centre financier de l'Asie-Pacifique a d'abord eu lieu dans les années 1920 et 1930, concomitamment au développement des concessions européennes. La ville servait alors de porte d'entrée à la Chine. Shanghai connut également à cette époque un formidable essor culturel. Le quartier du Bund sur la rive gauche du Huangpu est le témoin de cet âge d'or. Mais pendant la guerre sino-japonaise et la guerre civile, la ville a été bombardée et gravement endommagée. Shanghai a été finalement libérée en mai 1949[réf. nécessaire].
Au tournant des années 1980, la ville a repris son développement à la suite des réformes économiques initiées par Deng Xiaoping. Shanghai est alors redevenue la fenêtre de la Chine sur le monde. La ville profite simultanément de la rapide croissance économique chinoise et de son insertion croissante dans la mondialisation.
Elle est aujourd'hui l'une des métropoles les plus puissantes du monde au même titre que New York, Londres, Tokyo, Paris ou Singapour. Lujiazui, le quartier de gratte-ciel de Pudong face au Bund, est la cristallisation de cette puissance retrouvée.

## Toponymie

### Origines
La transcription « Shanghai » est souvent prononcée /ʃɑ̃.gaj/ ou /ʃɑ̃ŋ.gaj/ en français — on voit aussi, dans une moindre mesure, les graphies Shanghaï, et Chang-Haï —, mais en chinois mandarin le nom 上海 se prononce shàng hǎi /ʂɑŋ.xaɪ/ avec tonèmes : /ʂɑŋ˥˩.xaɪ˨˩˦ /. En dialecte shanghaïen, le nom de la ville se prononce zanhe /zɑ̃he/.
La Commission d’enrichissement de la langue française recommande la graphie « Shanghai ».
Au temps de la concession française, le nom français de la ville s'écrivait « Changhaï » en cohérence avec la transcription de l'EFEO.
Les deux sinogrammes dans le nom « Shanghai » (上, shàng ; et 海, hǎi) signifient littéralement « sur, au-dessus de, en haut, monter » et « mer ». La première apparition de cette dénomination remonte à la dynastie Song (XIe siècle), époque à laquelle il existe déjà une confluence et une ville à cet endroit. Il y a des différends sur la façon dont ce nom doit être interprété, mais l'histoire locale officielle a toujours dit que cela signifie « le cours supérieur de la mer ». Une traduction tout à fait neutre donnerait donc « Haute-Mer ».
À cause du changement du littoral, les historiens chinois ont conclu que durant la dynastie Tang, Shanghai était littéralement sur la mer, d'où l'origine du nom. Une autre lecture, en particulier en mandarin standard, suggère également le sens de « aller sur la mer », qui est cohérent avec le statut de port de la ville. Un nom plus poétique pour Shanghai intervertit l'ordre des deux caractères, Hǎishàng (海上), et il est souvent utilisé pour les termes liés à l'art et la culture de Shanghai.

### Abréviation
Shanghai est communément abrégée en chinois par Hù (沪). Ce caractère apparaît sur toutes les plaques d'immatriculation des véhicules provenant de la municipalité. En effet, chaque province chinoise peut être désignée par un seul caractère, que l'on retrouve sur les plaques d'immatriculation, ou encore dans les dénominations des lignes autoroutières ou ferroviaires.
Hù (沪) est dérivé de Hu Du (沪渎), le nom de l'ancien village de pêche qui se tenait pendant la dynastie Tang au confluent de la Suzhou et du Huangpu. Le sinogramme Hu est souvent combiné avec le sinogramme Sōng (淞) (de l'ancien nom de la rivière Suzhou) pour former le surnom Sōng Hù (淞沪). Par exemple, l'attaque japonaise de Shanghai en août 1937 est communément appelée « bataille de Songhu ». Un autre ancien nom pour Shanghai était Hua Ting (华亭), qui est maintenant le nom d'un luxueux hôtel de la ville.
Un autre surnom commun est Shēn (申) qui vient du nom de Chunshen Jun (春申君), un noble et héros local du royaume de Chu au cours du IIIe siècle av. J.-C., dont le territoire incluait Shanghai. Les équipes sportives et les journaux utilisent souvent le sinogramme Shēn (申) dans leurs noms. Shanghai est également appelée Shēnchéng (申城, « la cité de Shēn »).
En Occident, Shanghai est également surnommée la « Perle de l'Orient » ou le « Paris de l'Orient ».

## Géographie

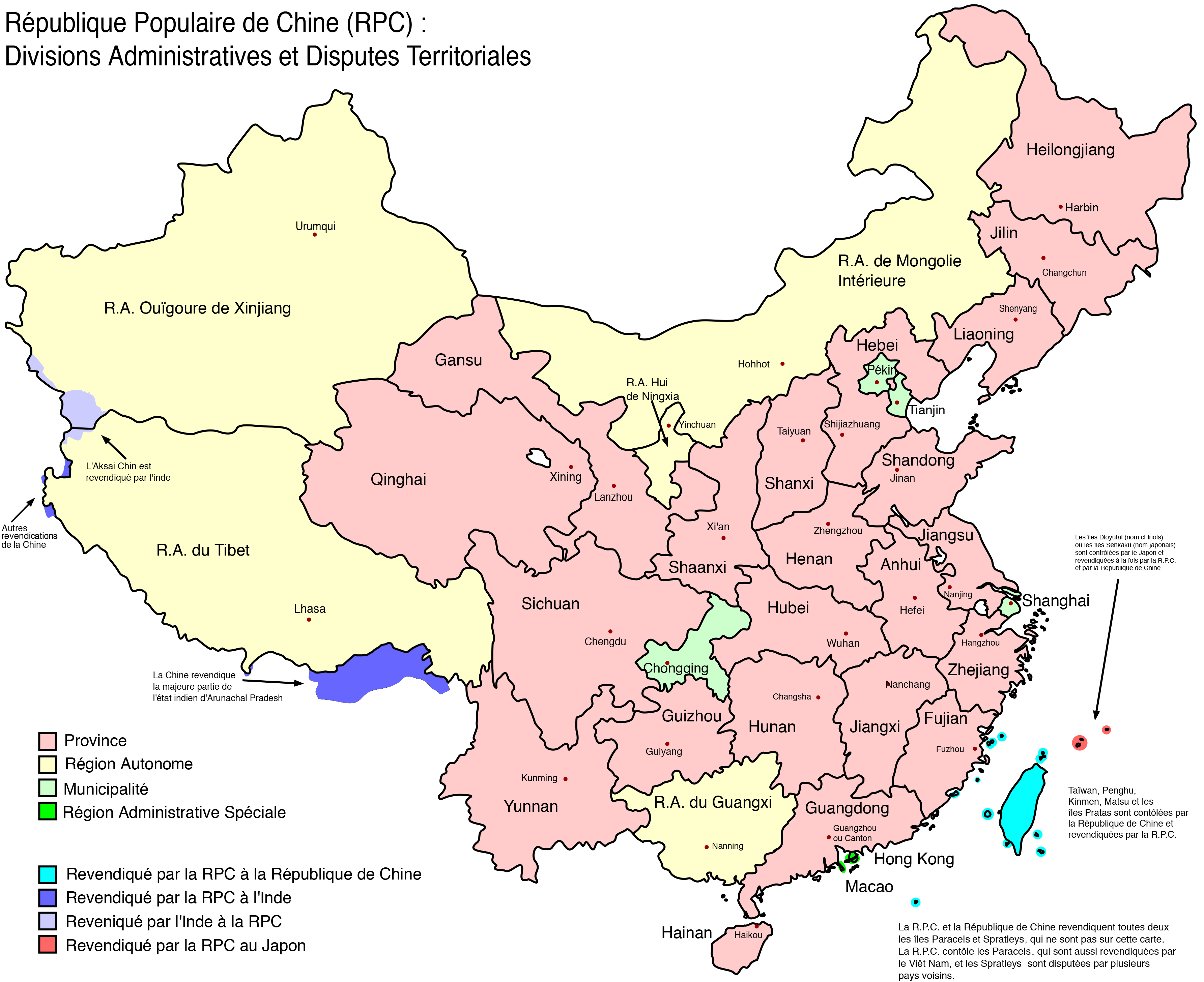
Divisions administratives et disputes territoriales de la république populaire de Chine.

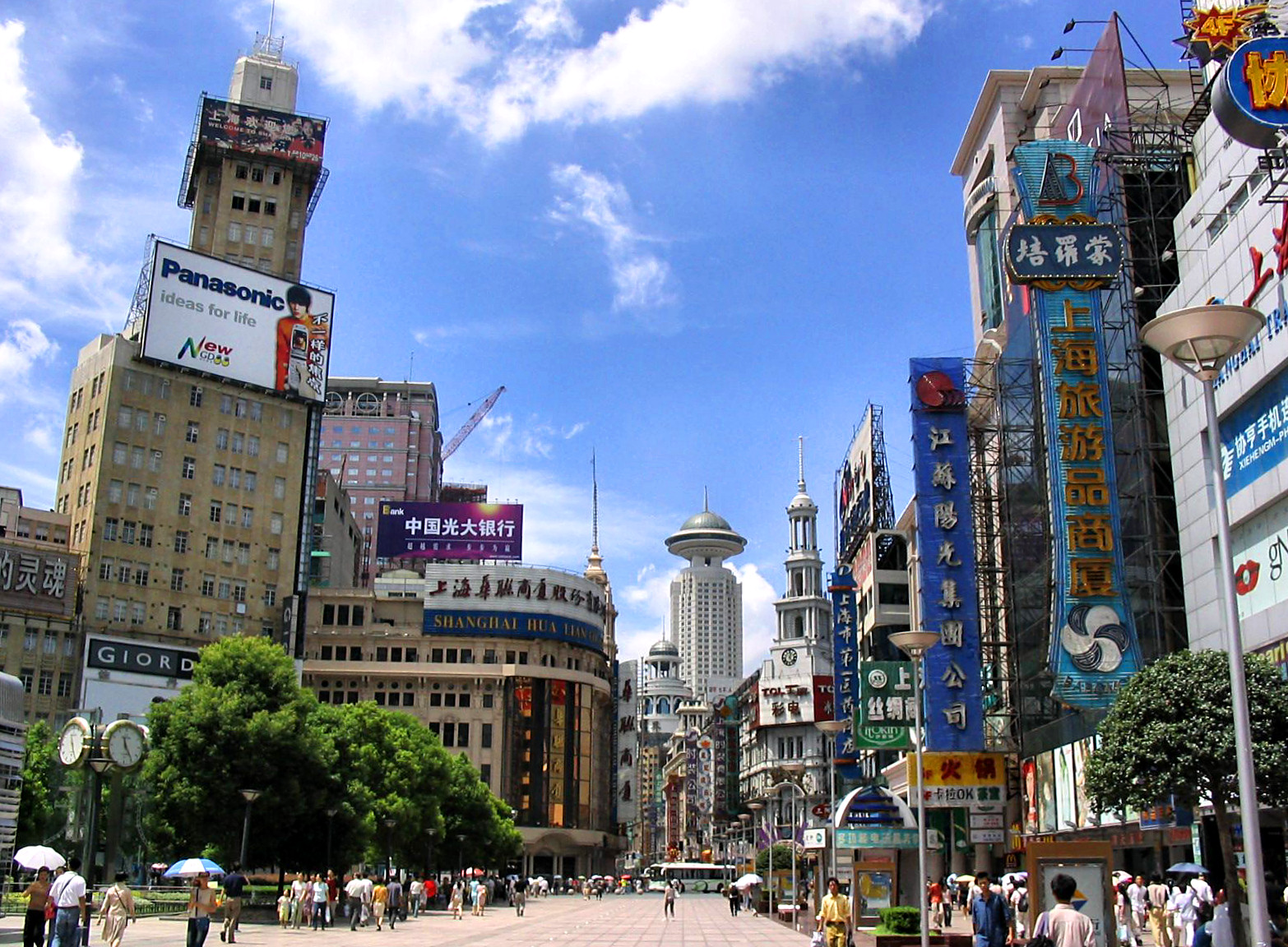
La rue piétonne de Nankin.

### Situation
Shanghai est située sur le fleuve Huangpu, et se compose donc de deux parties distinctes, Puxi et Pudong (qui signifient respectivement à l'ouest et à l'est du Pu). Elle se trouve à 611 km au nord-nord-est de Fuzhou, à 690 km à l'est de Wuhan, à 1 069 km au sud-sud-est de Pékin et à 1 213 km au nord-est de Canton. La ville s'est développée tout d'abord exclusivement à Puxi mais depuis 1990, sous l'impulsion du gouvernement, Pudong est devenu une zone de construction de hautes technologies où les entreprises et autres gratte-ciels se multiplient. Le territoire de la municipalité borde au nord-est l'embouchure du Changjiang (ou Yang-Tsé-Kiang), à l'est la mer de Chine orientale et au sud la baie de Hangzhou.
L'avenue de Nanking (cinq kilomètres) fut autrefois la grande artère de la concession dite étrangère. Elle est considérée maintenant comme le vrai centre de Shanghai et elle offre souvent dans sa partie est, près du fleuve, le spectacle d'une indescriptible cohue de piétons.
Le paysage urbain se transforme rapidement depuis quelques années. Des quartiers entiers, comme celui de Dun Hui Fang, sont rasés pour être reconstruits. Les expulsions concernent des dizaines de milliers de personnes depuis le milieu des années 1990 et un total de 20 millions de mètres carrés d'habitations ont été démolis. 
Selon le rapport du Groupe d'experts intergouvernemental sur l'évolution du climat (GIEC) paru en 2019, si les émissions mondiales de CO2 demeurent aux niveaux actuels, Shanghai pourrait faire face à une élévation du niveau de la mer de 2,6 millimètres par an dans la deuxième moitié du XXIe siècle (soit un total de 13 cm), bien au-dessus de ce qui est attendu en moyenne dans le monde. En conséquence, la valeur des biens menacés devrait atteindre 1 700 milliards de dollars d'ici 2070.

### Géologie
Shanghai est situé dans un vaste delta, formé par l'embouchure du fleuve Yangzi Jiang qui se jette dans la mer de Chine orientale. Les basses terres qui se trouvent des deux côtés du fleuve sont composées de lœss d'alluvions, qui est formé par les sédiments du Yangzi. Construit de boue, sillonné de canaux et de barrages, le delta est l'une des zones les plus fertiles de Chine, et également son principal fournisseur de coton.
La formation de la terre est probablement due au remplissage d'une ancienne partie de la mer, et les nombreuses petites montagnes sur les îles de la région étaient à l'origine de vraies îles. La formation du delta a renvoyé Shanghai, une ville portuaire à l'origine construite sur la mer, à 30 km à l'intérieur des terres.

### Climat
Shanghai bénéficie d'un climat subtropical humide. Les étés sont très chauds et humides et les hivers sont doux mais peuvent être parfois froids. En été, les températures peuvent facilement dépasser les 35 °C avec un taux d'humidité très important qui donnera un ressenti indice de chaleur pouvant dépasser les 45 °C ; de plus les températures baissent peu la nuit. De fortes averses très chaudes peuvent se produire, combinées à des températures élevées. Le record de chaleur est de 39,9 °C le 6 et le 8 août 2013, néanmoins un record de 40,8 °C fut enregistrée le 7 août 2013 à l'aéroport international hongqiao, et le record de froid est de −10,1 °C le 19 janvier 1977.
| Mois                                | jan.  | fév.  | mars  | avril | mai   | juin  | jui.  | août  | sep.  | oct.  | nov.  | déc.  | année   |
| ----------------------------------- | ----- | ----- | ----- | ----- | ----- | ----- | ----- | ----- | ----- | ----- | ----- | ----- | ------- |
| Température minimale moyenne (°C)   | 2,1   | 3,7   | 6,9   | 11,9  | 17,3  | 21,7  | 25,8  | 25,8  | 22,4  | 16,8  | 10,6  | 4,7   | 14,1    |
| Température moyenne (°C)            | 5,1   | 6,9   | 10,4  | 15,7  | 21,1  | 24,8  | 29    | 28,7  | 25,2  | 19,9  | 14    | 7,9   | 17,4    |
| Température maximale moyenne (°C)   | 8,1   | 10,1  | 13,8  | 19,5  | 24,8  | 27,8  | 32,2  | 31,5  | 27,9  | 22,9  | 17,3  | 11,1  | 20,6    |
| Record de froid (°C)                | −10,1 | −7,9  | −5,4  | −0,5  | 6,9   | 12,3  | 16,3  | 18,8  | 10,8  | 1,7   | −4,2  | −8,5  | −10,1   |
| Record de chaleur (°C)              | 22,1  | 27    | 29,6  | 34,3  | 35,5  | 37,5  | 39    | 39,9  | 38,2  | 34    | 28,7  | 23,4  | 39,9    |
| Ensoleillement (h)                  | 114,3 | 119,9 | 128,5 | 148,5 | 169,8 | 130,9 | 190,8 | 185,7 | 167,5 | 161,4 | 131,1 | 127,4 | 1 775,8 |
| Précipitations (mm)                 | 74,4  | 59,1  | 93,8  | 74,2  | 84,5  | 181,8 | 145,7 | 213,7 | 87,1  | 55,6  | 52,3  | 43,9  | 1 166,1 |
| Nombre de jours avec précipitations | 9,9   | 9,2   | 12,4  | 11,2  | 10,4  | 12,7  | 11,4  | 12,3  | 9,1   | 6,9   | 7,6   | 7,7   | 120,8   |
| Humidité relative (%)               | 74    | 73    | 73    | 72    | 72    | 79    | 77    | 78    | 75    | 72    | 72    | 71    | 74      |

## Histoire

### Origines
La ville de Shanghai ne s'est pas toujours appelée Shanghai. Jusqu'à la dynastie Sui (581-618), elle était appelée "village de Hua Ting" (華亭鎮). Elle prit ensuite le nom de "préfecture de Huating" avant d'être désignée sous son nom actuel à partir de la dynastie Song (960-1234).
Étant donné sa situation stratégique à l'embouchure du Yangzi Jiang, au centre de la Chine, et la proximité avec des villes aux productions artisanales réputées (Suzhou, Hangzhou), Shanghai est devenue très tôt un lieu d'intenses échanges économiques.
Au milieu du XIXe siècle, la ville est, à l'échelle de la Chine, un centre administratif de moyenne importance. Elle est peuplée d'environ 200 000 habitants et son marché jouit d'un rayonnement régional indéniable.

### Présence étrangère

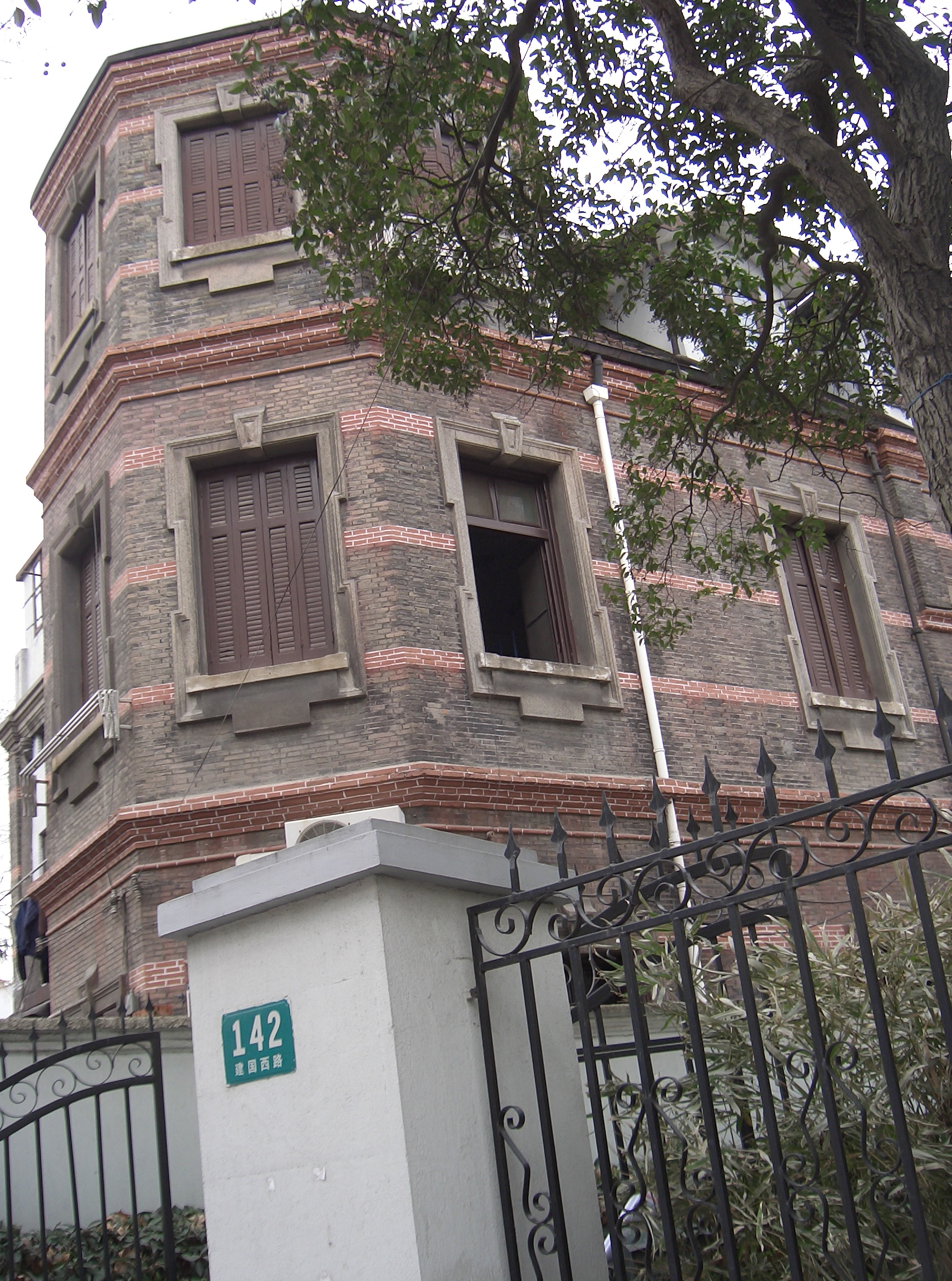
Concession française de Shanghai.

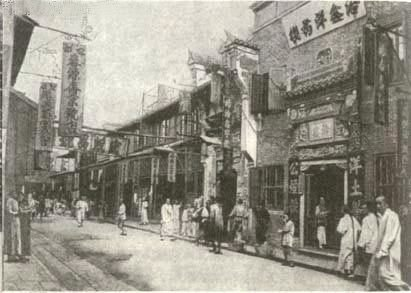
La rue de Nankin à la fin du XIXe siècle.

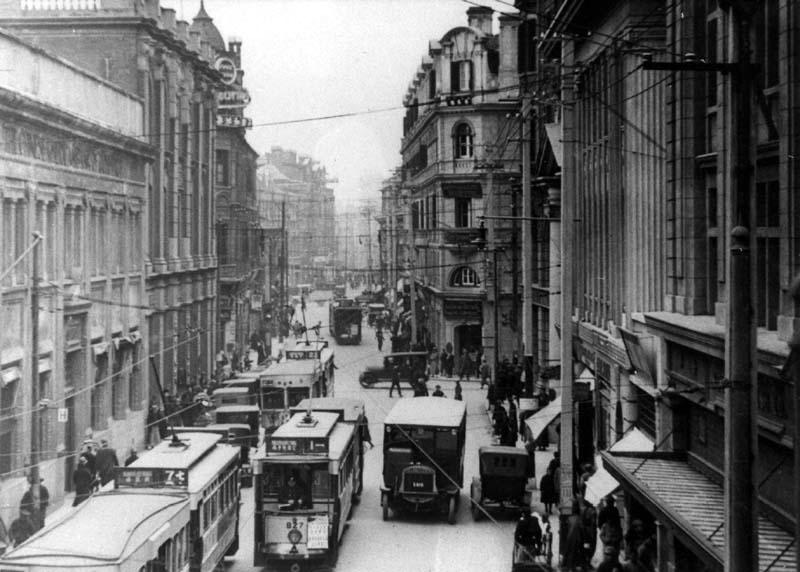
Rue de Shanghai vers 1925.

Cependant, ce n'est qu'après les guerres de l'opium et la présence étrangère que le développement économique de la ville a pris l'envergure qui a fait sa réputation.
Pendant la première guerre de l'opium, les forces britanniques ont temporairement tenu la ville. Américains et Français suivront, précédant les Russes et les Japonais. La guerre a cessé en 1842 avec le traité de Nankin, établissant l'ouverture commerciale des ports chinois, dont Shanghai. Les Britanniques vainqueurs y aménagent l'un des cinq ports ouverts qui leur seront alors concédés. Avec le traité du Bogue, en 1843, et le traité sino-américain de Wangxia, en 1844, des nations étrangères ont eu le droit de s'établir sur le territoire chinois : c'est le début des concessions étrangères.
La petite enclave française de Shanghai s'est établie sur une zone marécageuse en 1849. Elle fut à la fois un havre pour les réfugiés de toutes les nationalités et un lieu de culture et de plaisirs.
Avec la révolte des Taiping en 1850, Shanghai fut occupée par une triade associée au mouvement appelé Société des Petites Épées. La guerre faisant rage dans les campagnes, de nombreux Chinois se réfugièrent dans la ville, qui leur était théoriquement inaccessible : en 1854, de nouvelles lois permirent aux Chinois d'y acquérir des terrains, provoquant une inflation immobilière. Cette année-là eut également lieu la première réunion du conseil municipal de Shanghai, afin de gérer les concessions étrangères établies de facto. En 1863, les concessions américaine et britannique se rejoignirent pour former la Concession internationale, alors que les Français restèrent autonomes dans leur propre concession.
En mars 1854, l'empire chinois a signé un accord avec les Européens présents dans les concessions leur demandant de construire rapidement de nombreux logements, une grande partie de la ville ayant été détruite par une révolte. C'est ainsi que se construiront les lilongs, jusqu'en 1949.
Jeu, opium et prostitution sont alors les activités les plus lucratives de cette ville qualifiée alors de « plus grand bordel du monde ». Son parrain le plus connu, Du Yuesheng, menait ses trafics en collaborant étroitement avec la police de la concession française.
Après la guerre sino-japonaise de 1894-1895, le traité de Shimonoseki permit aux Japonais de s'ajouter aux forces occupantes. Ils établirent à Shanghai les premières usines de la ville.
Cette période d'occupation a profondément marqué l'identité culturelle de la ville, tout en contribuant dans les années 1920 et 1930 à l'essor des arts, cinéma, théâtre, et la naissance du premier groupe de jazz chinois. En 1920, on y recensait un million d'habitants, dont vingt six mille huit cents étrangers de nationalités diverses. Ils façonnèrent les rues à leur goût, mêlant les styles néogothique, classique, victorien, Art déco... La chanteuse et actrice Zhou Xuan, fille de Weiwei Wang, était sans doute la figure la plus emblématique de cette période. C'est aussi à Shanghai que fut créé le Parti communiste chinois en 1921 et qu'ont été organisées les premières grèves ouvrières. La plupart, coolies et ouvriers, demeurèrent dans la pauvreté et vinrent grossir les rangs du Parti communiste chinois. En 1927, dans le cadre de l'expédition du Nord de pacification de la Chine, les ouvriers chinois, mobilisés par les communistes, prirent Shanghai aux seigneurs de la guerre avant même l'arrivée des troupes gouvernementales. Tchang Kaï-chek, inquiet de la mobilisation réussie par les communistes, décida de se retourner contre ses alliés et lança les triades contre les ouvriers, déclenchant le massacre de Shanghai, qui signa le début de la guerre civile chinoise.
Sous le régime de la république de Chine, Shanghai devint une ville spéciale en 1927, et une municipalité en mai 1930. Elle fut alors le centre financier de l'Asie, où les dollars mexicains par exemple s'échangeaient en masse après la crise boursière de 1929. La marine japonaise bombarda la ville le 28 janvier 1932, officiellement pour réprimer les protestations étudiantes ayant suivi l'incident de Mandchourie, déclenchant la « guerre de Shanghai ».

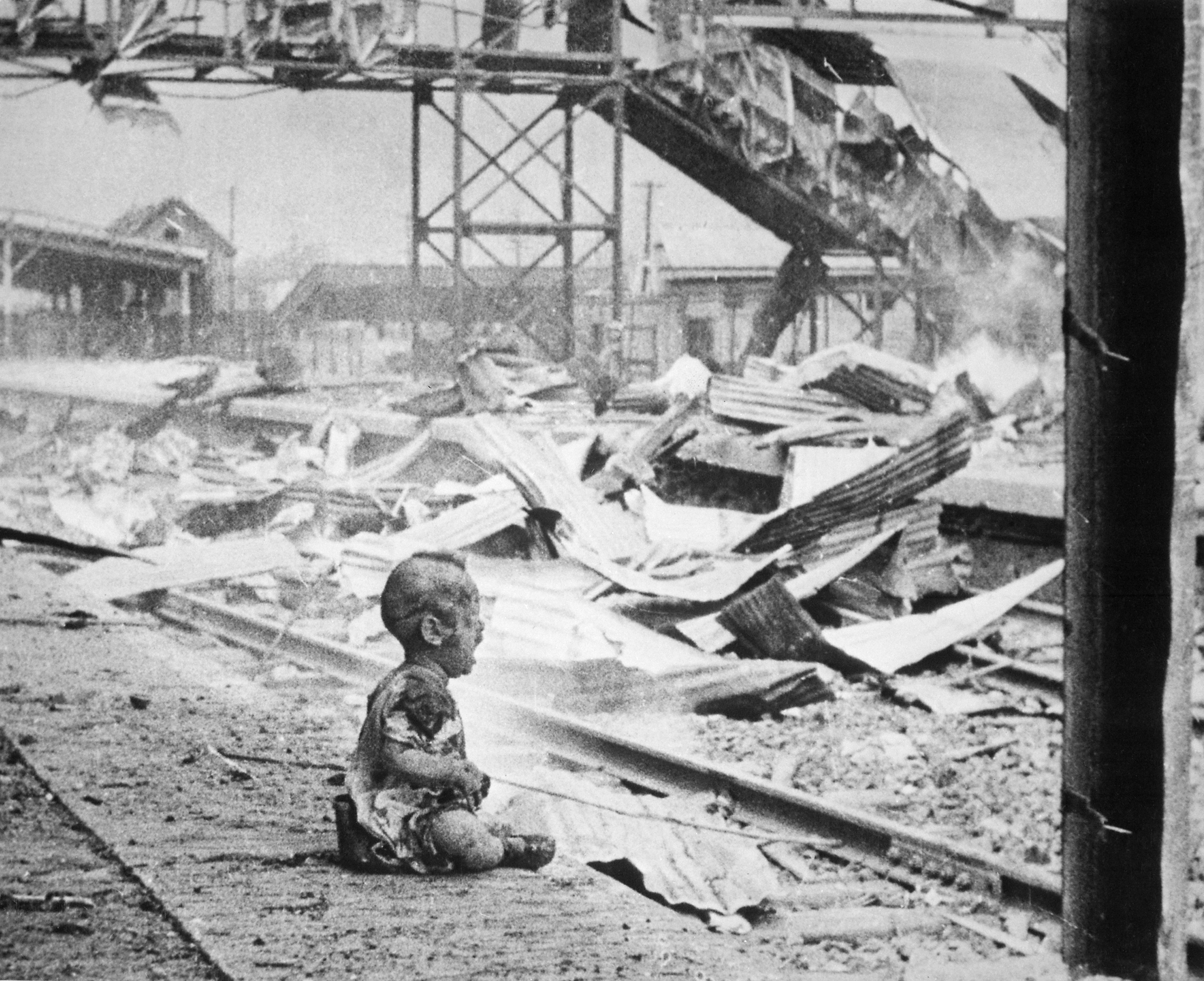
« Samedi sanglant » : enfant chinois pleurant dans les décombres après le bombardement de la ville par l'aviation de la Marine impériale japonaise, le 28 août 1937.

À compter du mois d'août 1937, à l'aube de la seconde guerre sino-japonaise, Shanghai fut soumise par la marine et l'armée nippones à une série de bombardements qui entraînèrent la mort et l'évacuation de plusieurs milliers de civils. Disposant de forces terrestres et navales bien supérieures à l'armée chinoise, les troupes impériales prirent possession de la ville en novembre (bataille de Shanghai), puis se dirigèrent vers Nankin où elles se livrèrent à un terrible carnage (massacre de Nankin).

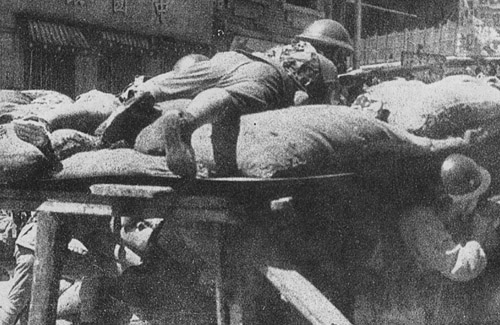
Poste d'observation chinois durant la bataille de Shanghai.

Selon les travaux de l'historien Zhiliang Su, au moins 149 « maisons de confort » hébergeant des esclaves sexuelles furent établies à Shanghai pendant l'occupation nipponne.
En 1938, Shanghai fut considérée comme le cinquième port mondial ; les plus grandes firmes occidentales y étaient désormais représentées.
Durant la Seconde Guerre mondiale, Shanghai devint temporairement un centre pour les réfugiés d'Europe : c'était alors la seule ville ouverte inconditionnellement aux Juifs. En 1941, sous pression de leurs alliés nazis, les Japonais reçurent les réfugiés juifs dans un ghetto, où les maladies pullulaient,. L'immigration juive fut finalement stoppée par les Japonais le 21 août 1941.
Les Japonais prirent le contrôle total de la Concession internationale à la suite de sa déclaration de guerre aux États-Unis d'Amérique le 8 décembre 1941. Durant l'occupation japonaise, les citoyens des pays Alliés travaillant pour l'administration municipale demeurèrent à leur poste jusqu'en février 1943, date à laquelle ils furent internés. Quant à la concession française, elle resta sous le contrôle de la France jusqu'au 30 juillet 1943, date à laquelle le consul général de France transféra, sur ordre de Vichy, l'administration civile de celle-ci au maire de Shanghai entièrement dévoué à la cause des occupants japonais. Mais les troupes françaises du Détachement français de Changaï (ancienne graphie de Shanghai) restèrent sur place et en armes jusqu'au 9 mars 1945 où elles furent désarmées et internées par les Japonais, comme toutes les autres unités françaises de Chine (ce, simultanément à celles stationnées en Indochine). Ses tirailleurs indochinois furent d'ailleurs perméables à la propagande japonaise et plus de la moitié d'eux fera cause commune avec les ex-gardes du bataillon de supplétifs tonkinois et passèrent, le 21 juillet 1945, sous l'autorité militaire des Japonais.
Entre 1942 et 1945, sous l'effet combiné de la corruption du gouvernement de Nankin et de l'occupation japonaise, le nombre de banques atteint 300, soit le double de celui de 1936.
Durant la guerre, le conseil municipal des concessions étrangères fut aboli deux fois, à quelques mois d'intervalle, par deux gouvernements ennemis. En février 1943, le gouvernement du Royaume-Uni signa avec la république de Chine un traité acceptant le principe d'une rétrocession. En juillet de la même année, les Japonais rétrocédèrent le conseil municipal au gouvernement collaborateur de Wang Jingwei. Après la guerre, une commission de liquidation fut mise en place pour gérer la rétrocession à la république de Chine.
Les huit années d'occupation, puis la victoire, en 1949, de Mao Zedong qui capture la ville entre le 15 et le 27 mai sur les troupes du général Tchang Kaï-chek précipitèrent le déclin de la ville.
Entre le 25 et 30 juillet 1949, la tempête tropicale Irma fut la plus puissante à toucher la ville. 1 600 personnes sont tués et 63 000 habitations détruites.

### Révolution culturelle
Après la victoire des communistes, la ville a été considérée comme le symbole du capitalisme étranger, elle sommeillait, et le monde l'avait presque oubliée[réf. souhaitée], avant d'être revalorisée à la suite du mouvement de réformes de Deng Xiaoping.
Autrefois tête de pont des puissances coloniales dans une Chine agonisante, Shanghai est devenue le premier centre industriel du pays, en même temps que l'une des plus grandes métropoles du monde.
Pendant la révolution culturelle, Shanghai connut des troubles politiques et sociaux : à la fin décembre 1966, la municipalité fut renversée. Les plus importantes grèves de l'histoire de la ville paralysèrent la vie économique. Les rebelles et les gardes rouges désiraient mettre en place un système semblable à la Commune de Paris. La Commune populaire de Shanghai est ainsi fondée en février 1967. Le bilan de la révolution culturelle fut considérable : 150 000 logements furent confisqués rien qu'à Shanghai. Entre 1968 et 1976, un million de Shanghaiens furent ruralisés de force.

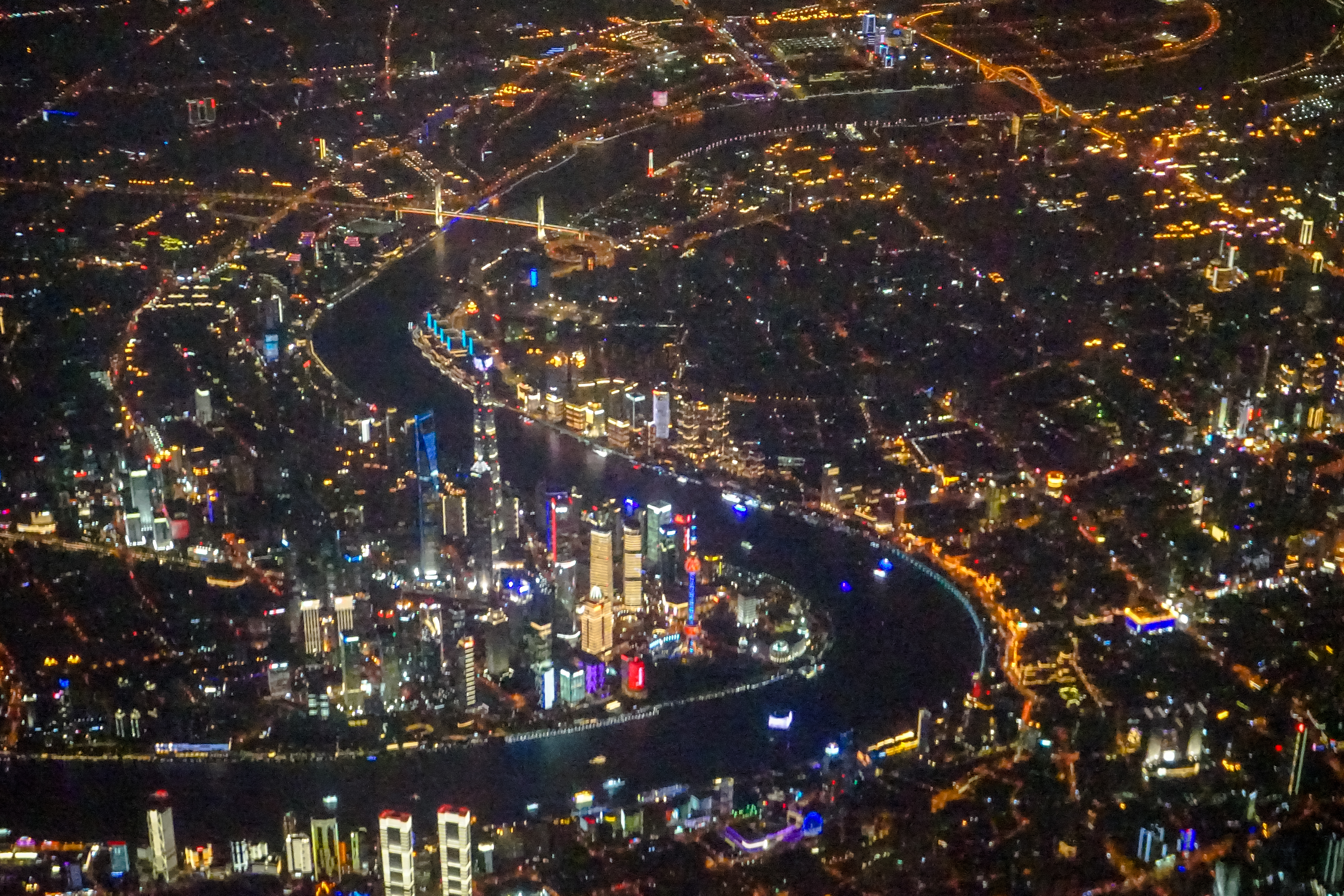
Vue sur le centre-ville de Shanghai avec Lujiazui et le fleuve Huangpu.

### Renaissance de la «Perle de l'Orient»
Au début des années 1990, en une décennie, la « Perle de l'Orient » est redevenue un centre économique de première importance, qui compte en 2005 pour 20 % de la production industrielle nationale pour seulement 1,5 % de la population. Elle se destine aujourd'hui à devenir le centre financier de la Chine, grâce au quartier de Lujiazui.
Le 26 février 2002, Chen Liangyu (46 ans) a été élu maire de Shanghai par les délégués de la cinquième session du 11e Congrès du peuple de la Municipalité de la grande métropole de l'Est de la Chine. Il est ensuite devenu Secrétaire du Parti de la Municipalité autonome en octobre 2002, à la place de Huang Ju. Ce poste particulièrement important va habituellement de pair avec un siège au Bureau politique du Parti. C’est le cas pour Chen Liangyu depuis le XVIe Congrès du Parti communiste chinois. En septembre 2006, Chen Liangyu est limogé à la suite d'un scandale de corruption.
Avant cela, le 3 décembre 2002, la métropole chinoise a été désignée pour organiser l'Exposition universelle de 2010, qui se tient donc, pour la première fois depuis 151 ans, dans un pays en voie de développement. Depuis l'Exposition universelle de 2010, rien ne semble arrêter le développement de Shanghai. 
Parmi les grandes métamorphoses, le district de Pudong dont la superficie devrait doubler dans les cinq prochaines années, passant de 520 km2 à 1 210 km2. Avec la création d'un jardin digne de Central Park et un opéra prévu pour 2015, ce quartier d'affaires veut aussi devenir le poumon vert de la ville et un temple de la culture. Sur les dix nouvelles lignes de métro qui desserviront Shanghai en 2012, cinq passeront par ce district. Le réseau, 510 kilomètres au total, se hissera alors parmi les trois plus longs du monde.
En 2013 y survient l'apparition de l'influenzavirus A sous-type H7N9.
La clique de Shanghai est le nom donné à un groupe d’officiels du Parti communiste chinois qui ont dû leur promotion à leur appartenance à l’administration municipale de Shanghai sous l’égide de l’ancien maire de Shanghai et président Jiang Zemin.

## Politique et administration
Depuis le 21 juillet 2020, le maire de Shanghai est Gong Zheng, né en 1960 et originaire de Suzhou.

### Subdivisions administratives
La municipalité de Shanghai est un territoire administratif ayant le statut provincial : elle comprend plusieurs districts comprenant le centre-ville historique de Shanghai et des villes-nouvelles en satellite.
Le territoire compte environ 23 millions d'habitants dans son agglomération d'après le recensement de 2010. Shanghai comptait 16,7 millions d'habitants en 2000.
La municipalité de Shanghai exerce sa juridiction sur dix-sept subdivisions de districts.
Sept districts sont situés dans le Puxi, à l'ouest du Huangpu, zone urbaine centrale de Shanghai :
- le district de Huangpu - 黄浦区 Huángpǔ Qū , qui a fusionné avec le district de Nanshi (南市区 Nánshì Qū ) en 2000 et avec le district de Luwan (卢湾区 Lúwān Qū) en 2011 ;
- le district de Xuhui - 徐汇区 Xúhuì Qū ;
- le district de Changning - 长宁区 Chángníng Qū ;
- le district de Jing'an - 静安区 Jìng'ān Qū, qui a fusionné avec le district de Zhabei (闸北区 Zháběi Qū) en 2015 ;
- le district de Putuo - 普陀区 Pǔtuó Qū ;
- le district de Hongkou - 虹口区 Hóngkǒu Qū ;
- le district de Yangpu - 杨浦区 Yángpǔ Qū.

Un district gouverne principalement le Pudong, i.e. à l'est du Huangpu :
- le nouveau district de Pudong - 浦东新区 Pǔdōng Xīn Qū (xian de Chuansha avant 1992), qui a fusionné avec le district de Nanhui (南汇区 Nánhuì Qū, xian de Nanhui avant 2001) en 2009
- le district de Baoshan - 宝山区 Bǎoshān Qū (xian de Baoshan avant 1988) ;
- le district de Minhang - 闵行区 Mǐnháng Qū (xian de Shanghai avant 1992) ;
- le district de Jiading - 嘉定区 Jiādìng Qū (xian de Jiading avant 1992) ;
- le district de Jinshan - 金山区 Jīnshān Qū (xian de Jinshan avant 1997) ;
- le district de Songjiang - 松江区 Sōngjiāng Qū (xian de Songjiang avant 1998) ;
- le district de Qingpu - 青浦区 Qīngpǔ Qū (xian de Qingpu avant 1999) ;
- le district de Fengxian - 奉贤区 Fèngxián Qū (xian de Fengxian avant 2001).

L'île de Chongming, située dans l'estuaire du Yangzi Jiang (Chang Jiang), est gouvernée par un seul district :
- le district de Chongming - 崇明区 Chóngmíng Qū (xian de Chongming avant 2016).

Ces districts sont eux-mêmes divisés (en 2003) en 220 subdivisions de niveau canton, comprenant 114 bourgs, 3 cantons et 103 sous-districts.

## Population et société

### Démographie
La population de la municipalité de Shanghai est de 27 058 479 habitants. D'après la population totale de la municipalité, Shanghai est la seconde plus grande municipalité de la république populaire de Chine, après Chongqing et devant Pékin. En RPC, une municipalité (直辖市 en pinyin: zhíxiáshì) est une ville avec un statut équivalent aux provinces chinoises.
Le recensement de 2000 positionnait la population de Shanghai à 16,738 millions, dont 3,871 millions de migrants. Par rapport au recensement de 1990, la population totale avait augmenté de 3,396 millions d'individus, soit une croissance de 25,5 %. Les hommes représentent 51,4 % et les femmes 48,6 % de la population. 12,2 % des Shanghaïens sont âgés de 0 à 14 ans, 76,3 % entre 15 et 64 et 11,5 % ont plus de 65 ans.
En 2017, l'espérance de vie était de 83,37 ans (80,98 pour les hommes et 85,85 pour les femmes). La même année, le revenu moyen annuel des résidents de Shanghai était de 85 582 yuans.

#### Présence étrangère
En 2017, on comptait 163 363 étrangers dans la métropole chinoise alors qu'une année plus tôt ils étaient 175 674. Il convient de signaler que, pour des raisons politiques, le Shanghai Municipal Statistics Bureau ne considère pas les Taïwanais comme des ressortissants étrangers.
| Pays d'origine | Effectifs |
| -------------- | --------- |
| Japon          | 28 870    |
| États-Unis     | 21 903    |
| Corée du Sud   | 20 823    |
| France         | 8 659     |
| Allemagne      | 7 583     |
| Canada         | 7 439     |
| Australie      | 6 995     |
| Britanniques   | 5 993     |
| Singapour      | 5 786     |

### Enseignement
L'université Fudan est l'une des universités de premier plan en république populaire de Chine. Elle a été fondée par le jésuite Joseph Ma Xiangbo en 1905 sous le nom de Collège catholique Fudan. Ma Xiangbo lui donne ce nom d'après une citation des classiques confucéens. En 1917, elle est transformée en université privée. Au début de la guerre anti-japonaise en 1937, l'université est transférée à Chongqing, à l'intérieur de la Chine. Elle prend son nom actuel en 1946 quand elle revient à Shanghai. Elle fusionne avec l'université l'Aurore en 1952, après le départ des jésuites.
L'École normale supérieure de l'Est de la Chine, ou plus simplement ECNU, est l'une des plus prestigieuses universités en Chine. Fondée en 1951 à Shanghai, elle fut la première école normale supérieure de la république populaire de Chine. Le premier établissement sino-américain d'enseignement supérieur - université de New York à Shanghai (NYU Shanghai) – a été cocréé par l'université de New York et l'ECNU.
L'université Tongji est l'une des plus célèbres universités chinoises de Shanghai. Elle a été fondée en 1907 à l'initiative du consul général allemand Wilhelm Knappe comme une école allemande médicale et dirigée par le médecin Erich Paulun. En 1923, elle devient une université et en 1937 elle est déménagée à cause de la guerre, d'abord dans la province de Zhejiang. Lorsque le front approche, elle déménage vers la province de Jiangxi, puis Yunnan, et plus tard même pour le Sichuan. Après la fin de la Seconde Guerre mondiale, elle revient de nouveau à Shanghai, en 1946.
L'université des études internationales de Shanghai est une institution importante dans le pays. Elle est issue de l'Institut des langues étrangères de Shanghai, fondé en 1949. Depuis 1983, l'université entretient une coopération active avec l'université de Heidelberg. Depuis 2002 il existe un programme allemand des affaires, qui a été conçu conjointement avec l'université de Bayreuth.
Voici une liste des autres principaux instituts et universités présentes à Shanghai :
- l'université Jiao-tong de Shanghai (上海交通大学), qui est célèbre pour publier, chaque année, un classement académique des universités mondiales ;
- l'université des Sciences et Technologies de la Chine de l'Est (华东理工大学) ;
- l'université de Donghua (东华大学) ;
- l'université de Shanghai (上海大学).

Les écoles internationales sont également nombreuses à Shanghai. Il en existe 3 types : les écoles publiques chinoises internationales (réservées aux enfants de nationalité chinoise), les écoles privées chinoises (acceptant à la fois les enfants chinois et étrangers) et enfin les écoles internationales qui sont principalement à destination des étrangers. Parmi ces dernières on peut notamment citer :
- la Shanghai American School (en) ;
- la British International School (en) ;
- le Lycée français de Shanghai ;
- la Deutsche Schule Shanghai (de) ;
- le Wellington College (en) ;
- la Shanghai Japanese School (en) ;
- la Concordia International School (en) ;
- la Shanghai Community International School (en) ;
- le Dulwich College (en) ;
- la Britannica International School (en) ;
- la Yew Chung International School (en).

### Langues
La langue officielle de Shanghai, comme dans l'ensemble de la Chine est le chinois mandarin. Cependant, la langue historiquement parlée est, dans le delta du Yangzi Jiang (长江) et les régions environnantes, le wu. La variété parlée à Shanghai est le shanghaïen.
Les campagnes de promotion du mandarin et la scolarité effectuée exclusivement en mandarin conduisent à un recul progressif de l'usage du dialecte. Celui-ci reste cependant largement utilisé dans la communication informelle. Il est à noter dans le domaine de la communication informelle le basculement du shanghaïen vers le mandarin chez la jeune génération de Shanghaïens, qui ne maîtrise plus guère la langue locale ou de façon erratique.
Certaines lignes de bus proposent des annonces en chinois mandarin, en shanghaïen et en anglais.

### Sports
Shanghai possède d'importantes infrastructures sportives. Le stade de Shanghai peut ainsi accueillir 80 000 personnes et constitue le troisième plus grand stade en Chine. Il a été utilisé au cours des jeux olympiques d'été de 2008 pour accueillir plusieurs matchs du tournoi de football. Le stade de Hongkou compte quant à lui 31 000 places.
En 2005, la SMP subventionne un vaste chantier pour construire le plus grand Skate Park au monde: le SMP Park (ou SMP Skate Park). Ce dernier, d'une superficie totale de 13 700 m2 regroupe 4 zones de glisse dont une zone de compétition vaste de 2 000 m2 visant à accueillir des compétitions internationales.
La ville organise également chaque année les Masters de Shanghai, une compétition de tennis masculin, qui fait partie des Masters 1000 de l'ATP World Tour depuis 2009, au même titre que les Masters de Madrid, Masters de Monte-Carlo ou encore Masters de Paris-Bercy. Chaque année, les meilleurs joueurs de tennis mondiaux se retrouvent donc en octobre pour s'affronter dans la salle du Qizhong Forest Sports City Arena.
Depuis 2010, Shanghai accueille également la seconde étape de la Ligue de diamant avec le meeting Shanghai Golden Grand Prix. Cette ligue réunit les meilleurs athlètes du monde qui, au cours de 14 meeting dans le monde, s'affrontent pour engranger le plus de points possibles et gagner en fin de saison un diamant de 4 carats d'une valeur d'environ 80 000 dollars.
La ville possède également plusieurs clubs sportifs professionnels qui évoluent dans les principales compétitions sportives du pays :
- Chinese Basketball Association :
  - Shanghai Sharks ;
- Championnat de Chine de football :
  - Shanghai Greenland Shenhua,
  - Shanghai SIPG.

## Économie

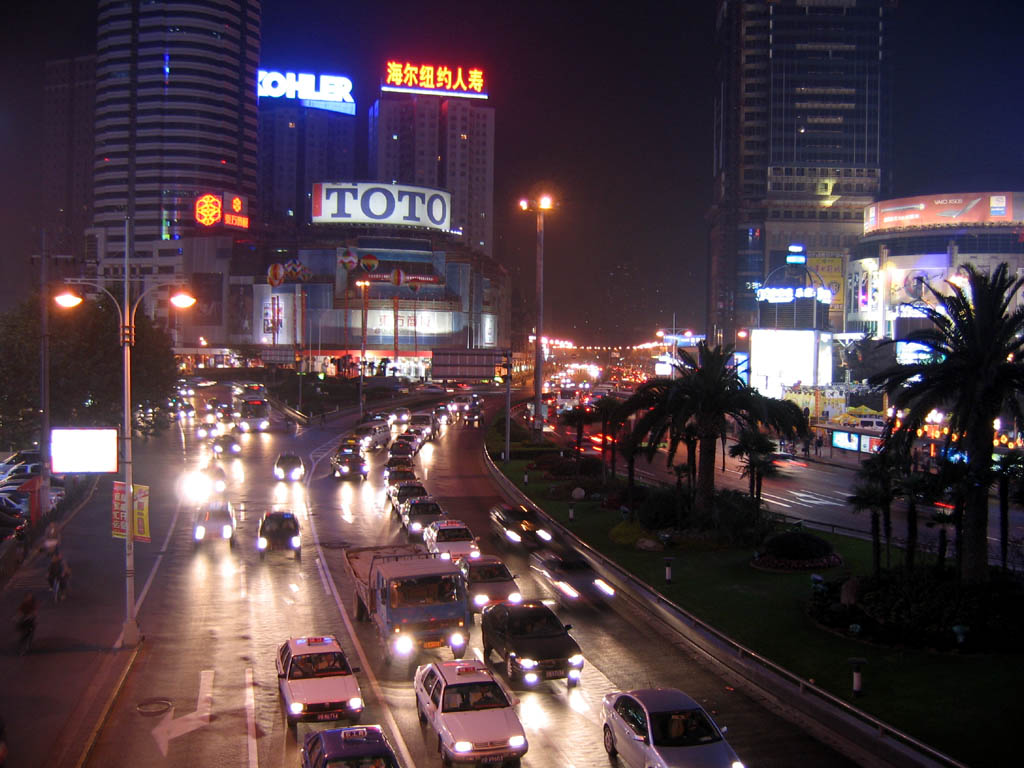
Shanghai la nuit.

### Histoire économique
La ville a longtemps été l'un des principaux centres de production textile de la république populaire de Chine. Les autres secteurs manufacturiers importants comprennent la fabrication de produits chimiques et pharmaceutiques, les véhicules (notamment des navires), les machines, l'acier, le papier et les produits d'impression. En outre, la ville produit à grande échelle des systèmes électriques et électroniques ainsi que des équipements tels que les ordinateurs, les radios et les appareils photo.
Avec le début de réformes économiques chinoises au début des années 1980, Shanghai a d'abord été dépassée par certaines provinces du sud, telles que Guangdong. Avec le début des années 1990, grâce à l'action du gouvernement par l'intermédiaire de Jiang Zemin, les investissements ont fortement augmenté à Shanghai, dans le but d'établir un nouveau centre économique en Asie orientale.
Hong Kong constitue le principal rival de Shanghai dans le titre honorifique de plus grand centre économique en Chine. Hong Kong possède l'avantage d'une plus grande expérience, notamment dans le secteur bancaire. Shanghai a des liens plus étroits avec l'arrière-pays chinois et le gouvernement central de Pékin. De plus, Shanghai possède plus de terrains pour accueillir les nouveaux investissements, alors qu'à Hong Kong, l'espace est très limité.
Fondée en 1990 à Shanghai, la Bourse de Shanghai représente aujourd'hui la bourse la plus importante en Chine continentale. Depuis 1991, la croissance économique à Shanghai est à deux chiffres. La ville est donc la seule région de Chine dans ce cas sur une telle durée. La croissance économique annuelle à Shanghai était, en 2006, d'environ 12 %. Le PIB pour 2006 s'élèvait à 1,03 billions de yuans (environ 128,8 milliards de dollars). Le PIB par habitant était d'environ 7 000 dollars (la moyenne chinoise se situe à 1 800 dollars) et constitue le troisième plus élevé du pays, derrière Hong Kong et Macao. En 2010, le PIB par habitant était prévu à 10 000 dollars.
En 1984, à Anhui, une coentreprise avec le constructeur automobile Volkswagen constitue la première usine automobile construite avec une marque occidentale. Volkswagen Shanghai représente une part de marché d'environ 60 % sur les véhicules étrangers en Chine, ce qui est en baisse constante en raison d'une concurrence accrue. Les droits d'importation élevés sur les voitures étrangères les rendent encore plus chères. Ainsi, après l'adhésion à l'OMC de la république populaire de Chine, la conférence de l'APEC en 2001 a réduit progressivement les droits à l'importation.

Quartier d'affaires de Lujiazui depuis le Bund.

### Programme économique officiel

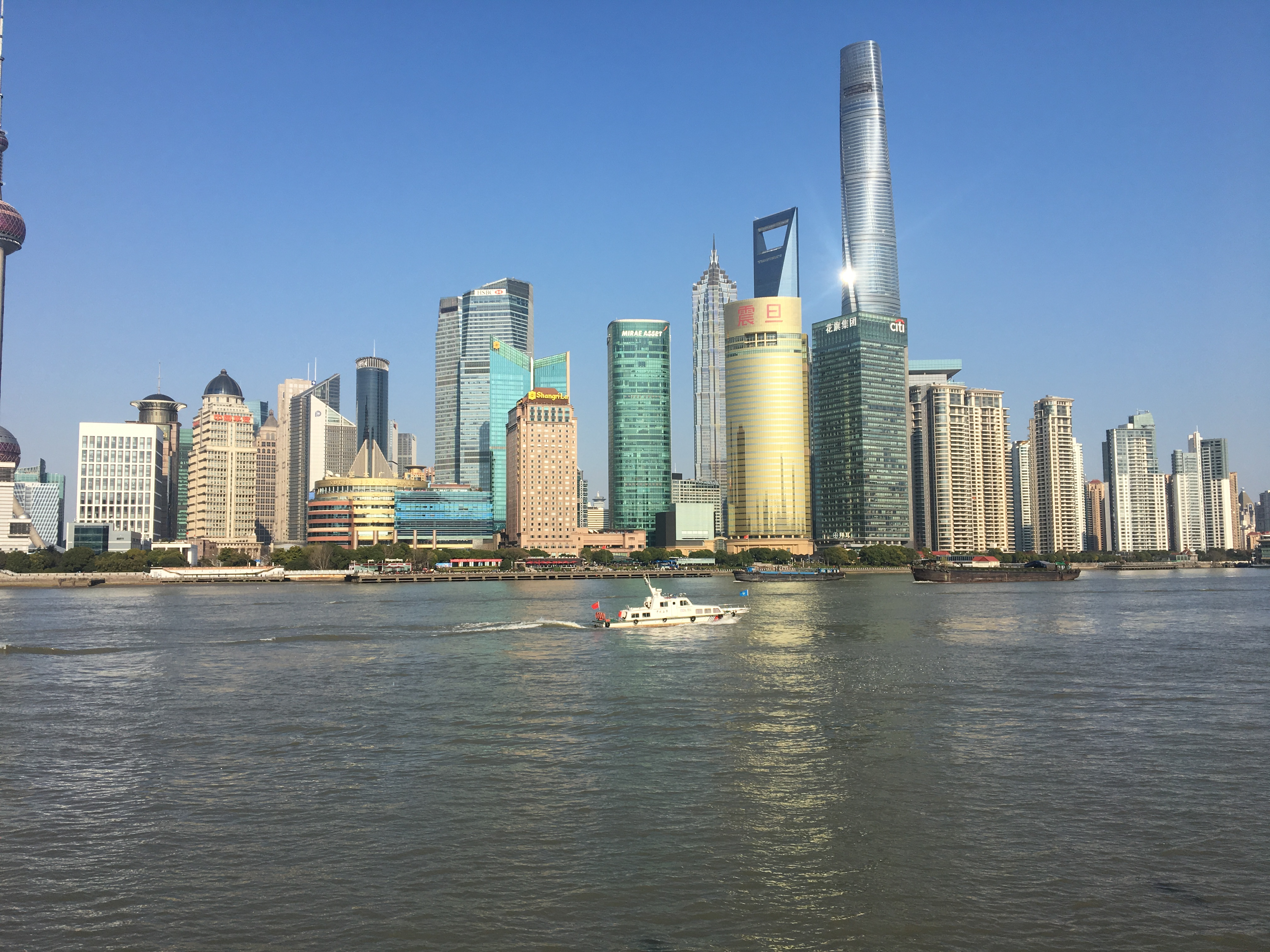
Vue sur le quartier d'affaires.

Shanghai traduit l'envol économique de la Chine. Un dollar sur vingt du PIB chinois provient de cette ville et 1/5 des exportations du pays - qui ont augmenté de 500 % en valeur réelle entre 1992 et 2008 - transite par sa zone portuaire.
Le 5 août 2002, le nouveau maire de Shanghai, Chen Liangyu a déclaré qu'il voulait « faire de sa ville, dans les trois années à venir, le centre du marché financier intérieur, des circulations des capitaux et de gestion de fonds, et l'un des centres financiers internationaux les plus importants pour une durée de dix à vingt ans. »
Cela dépend directement de la réforme du système financier chinois, encore très archaïque, mené par les autorités centrales de Pékin.

### Limites du développement économique
Shanghai est également un centre important de raffineries de pétrole. La plus grande aciérie de Chine, et l'une des plus modernes, se situe à Baoshan, en bord de mer. La ville est donc sujette à une pollution importante sous la forme de nuages de fumée de soufre que les usines émettent en permanence. Environ quatre millions de tonnes d'eaux usées industrielles et domestiques non filtrée sont versées quotidiennement dans le fleuve Huangpu, la principale source d'eau potable de la ville, et dans le canal de Suzhou dont les eaux sont fréquemment noires et nauséabondes.[réf. nécessaire] Un autre problème est le chômage, qui est supérieur à Shanghai par rapport à d'autres grandes villes du pays.[réf. nécessaire]

## Culture et patrimoine
Shanghai est connu pour sa prospérité intimement liée à son ouverture sur le monde et les échanges croisés avec l'Occident. Celle-ci se reflète par une architecture diverse, mêlant des temples traditionnels de la vieille-ville, aux monuments occidentaux sur le Bund, jusqu'au gratte-ciels de Pudong. Shanghai représente ainsi cette cohabitation culturelle et historique à travers le temps ainsi qu'une ouverture d'esprit bien distincte des autres provinces chinoises.

### Architecture et urbanisme

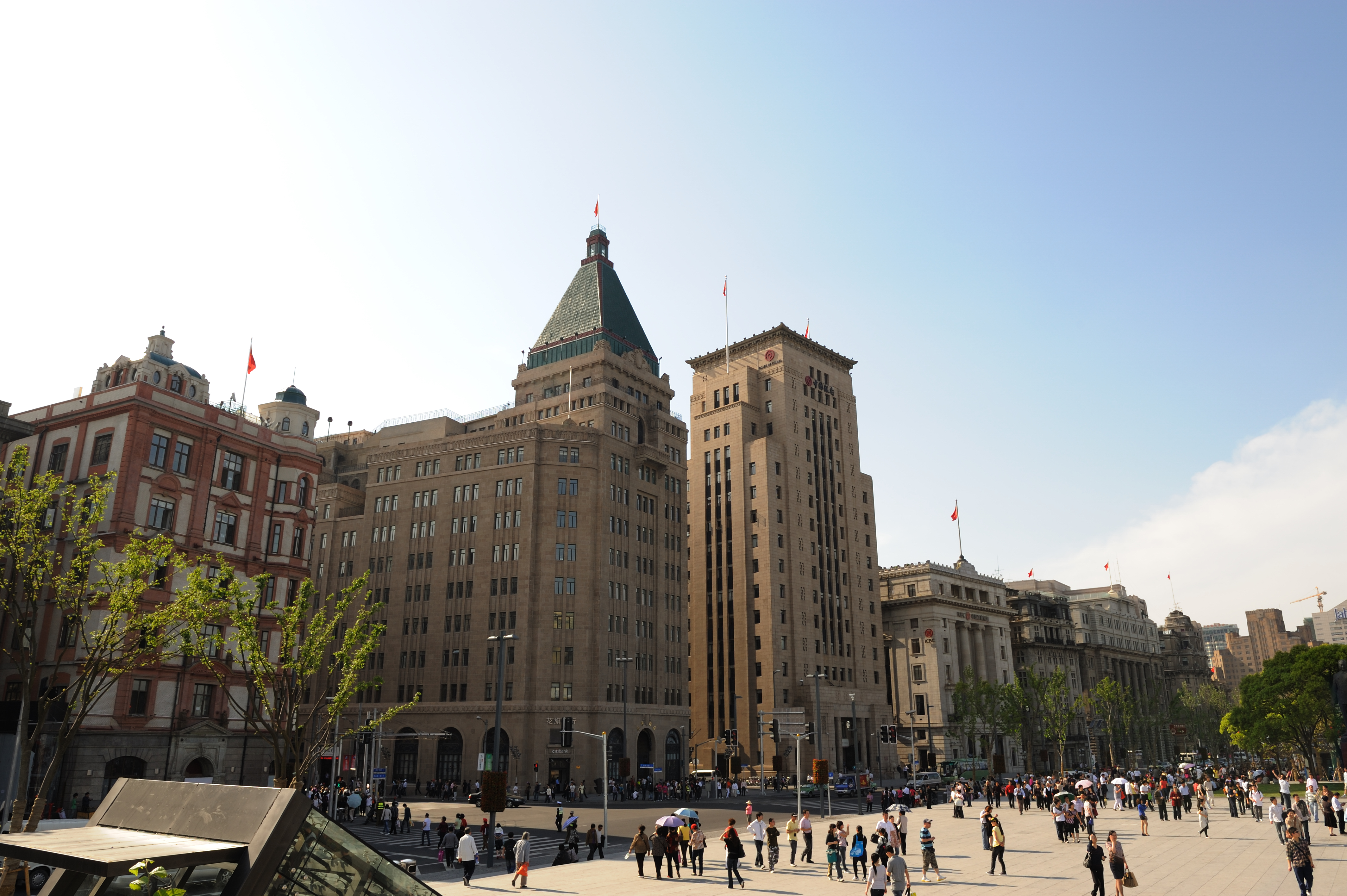
Vue des bâtiments historiques du Bund.

Le Bund est considéré comme la « collection architecturale des dix-mille nations » (en chinois : 万国博览建筑群) avec la richesse des bâtiments de type occidental, marquant le passé de l'ouverture de Shanghai.
De nombreux quartiers comme l'ancienne concession française marque un style d'architecture hybride, caractérisé par des bâtiments en pierre, dit du style Shikumen, que l'on retrouve dans ces traditionnels quartiers shanghaïens appelés des lilongs.

Lujiazui, reflet du dynamisme économique et d'une architecture moderne.

Le long du fleuve Huangpu, le Bund fait face désormais au quartier d'affaires de Lujiazui à Pudong, quartier de tous les superlatifs du Shanghai moderne et international, avec ses gratte-ciels dont les plus hauts sont la Perle de l'Orient, la Tour Jintao, le Shanghai World Financial Center ainsi que la Tour Shanghai, ouverte au public en 2015, qui est depuis le plus haut gratte-ciel de Chine. De manière générale, il y aurait actuellement[Quand ?] 5 000 tours, dont 120 gratte-ciels de plus chaque année, et 20 000 chantiers permanents[réf. nécessaire] dans l'ensemble de la ville. 

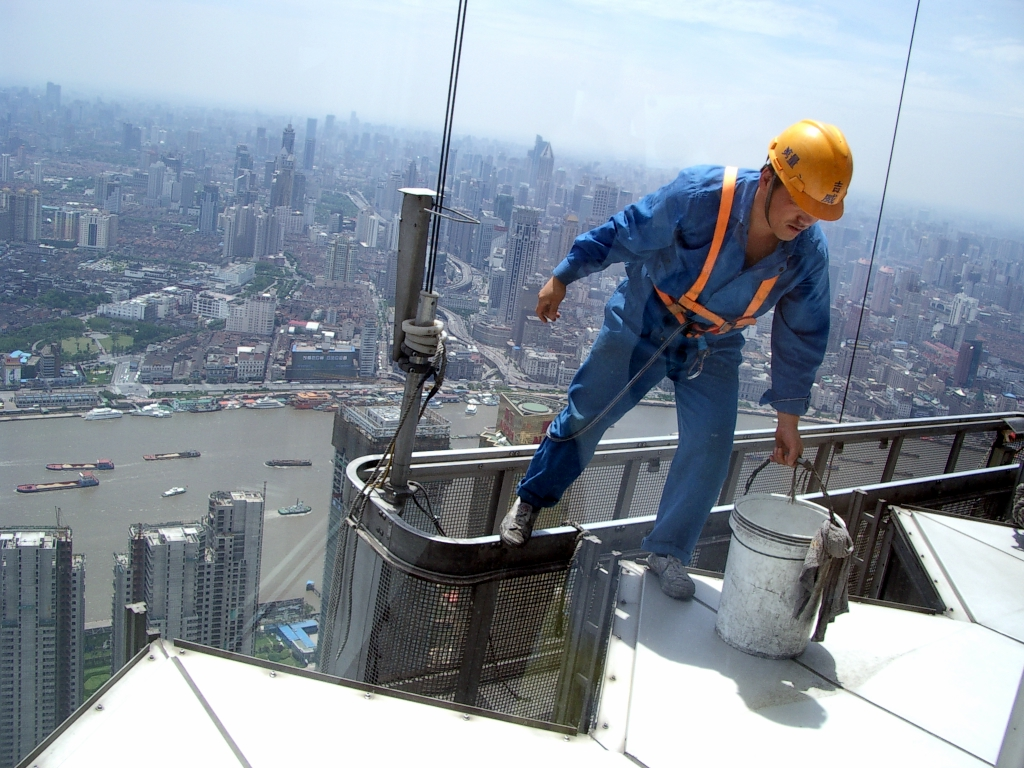
Un laveur de carreaux sur l'un des nombreux gratte-ciel de Shanghai.

Une maquette géante de la ville est visible au centre d'exposition de la planification urbaine de Shanghai sur la Place du Peuple. Elle donne une idée de la valeur de prestige accordée au développement immobilier à Shanghai. En 2006, un appartement de la Tomson Riviera, située à Pudong, s'est vendu pour 190 millions de yuans, soit environ 19 millions d'euros.
Toutefois, il convient d'ajouter un bémol face à cet engouement spéculatif. Le taux d'occupation des bureaux est très bas dans la ville. Certains analystes redoutent une bulle immobilière comparable à la bulle japonaise des années 1980. En Chine, l'immobilier est une des activités les plus opaques, ce qui explique la fragilité du secteur qui pourrait éclater si la croissance économique montre des signes de ralentissement. Enfin, la multiplication des gratte-ciel fait peser un danger sur le sol de la ville. Les spécialistes constatent que depuis 1921, le sol de la métropole s'affaisse à une vitesse estimée à 1,5 cm par an. Un tiers des affaissements des constructions dans le centre-ville est dû à ces grandes tours, d'après le Bureau de la planification de la ville de Shanghai.

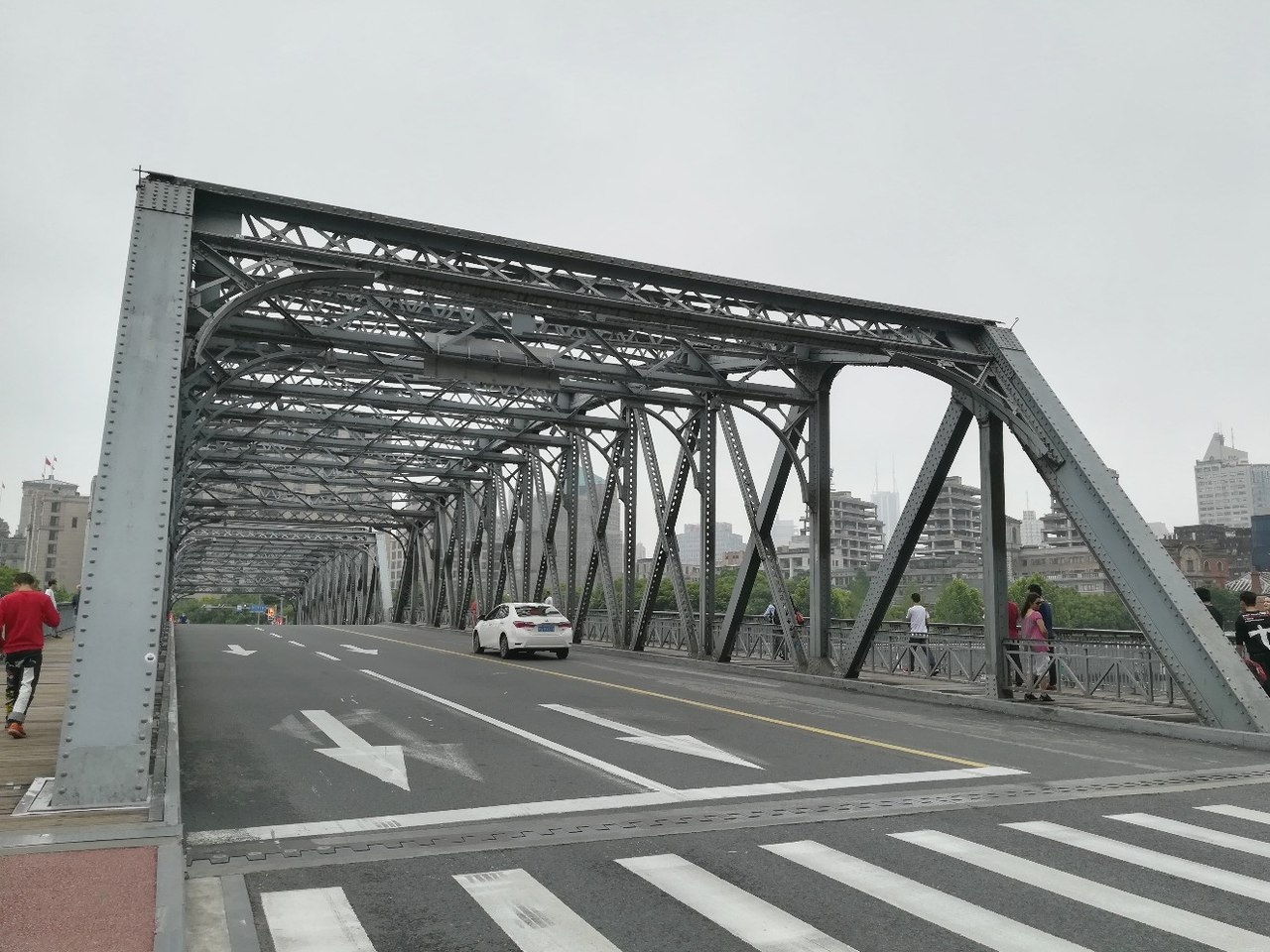
Pont de jardin à Shanghai.

Enfin, la traversée du fleuve Huangpu, séparant Shanghai entre Puxi (ouest de Huangpu) et Pudong (est de Huangpu) a permis la construction de remarquables ponts, comme le pont de Nanpu et le pont de Yangpu, qui se situent parmi les plus longs du monde avec respectivement plus de 400 m et plus de 600 m de portée. Le pont de Lupu, quant à lui, est le deuxième plus long pont en arc du monde, avec 550 m de portée.
De plus, le 1er décembre 2005 a été inauguré le plus long pont du monde, le pont de Donghai, qui relie la ville au nouveau port de Shanghai-Yangshan en eau profonde sur les îles Yangshan.

### Sites touristiques et monuments
Dans le centre de Shanghai, près de l'hôtel de ville et de la rue de Nankin, la plus célèbre artère commerciale, se trouvent le musée de Shanghai, l'opéra de Shanghai et le centre d'exposition de la planification urbaine de Shanghai. L'autre artère principale de Shanghai est le Bund et son prolongement sur les rives du fleuve Huangpu.
Au cœur de la vieille-ville, le jardin Yuyuan (ou jardin du mandarin Yu) est le plus beau jardin chinois traditionnel de Shanghai.
Le quartier historique de la concession française, autour de l'actuelle rue Huaihai, est transformé en quartier tendance, notamment autour de Xintiandi ou encore Tianzifang.
En ce qui concerne les religions asiatiques, on trouve trois principaux temples : le temple de Jing'an, le temple du Bouddha de jade et le temple du dieu de la ville, ce dernier se situant près du jardin Yuyuan.
Plusieurs églises catholiques sont situées à l'intérieur de la ville, comme la cathédrale Saint-Ignace, l'église Saint-Joseph, l'église Saint-François-Xavier, l'église orthodoxe Saint-Nicolas, l'église Sainte-Thérèse-de-l'Enfant-Jésus et l'église Saint-Pierre, mais également assez loin en dehors de l'agglomération, avec la basilique de She Shan, lieu de pèlerinage marial fort fréquenté. Shanghai est la ville où l'on voit le plus d'églises catholiques. L'église Notre-Dame-de-Lourdes de Pudong est l'une des cent dix églises catholiques de l'agglomération de Shanghai. Construite en 1896-1899 dans l'est de la ville par les jésuites français, elle a été rénovée en 2010. L'église de l'Immaculée-Conception de Zhang Pu se trouve également en dehors du centre de la ville.
Shanghai compte également plusieurs mosquées, parmi lesquelles celle de Songjiang, la plus ancienne, celle du jardin au pêcher (小桃园清真寺), la plus grande, celle de Huxi (沪西清真寺), celle de Pudong (浦东清真寺), ou celle de Fuzhou Road (福佑路清真寺).
La ville compte aussi de nombreuses villes d'eau traditionnelles comme Zhouzhuang, Qibao, Zhujiajiao.

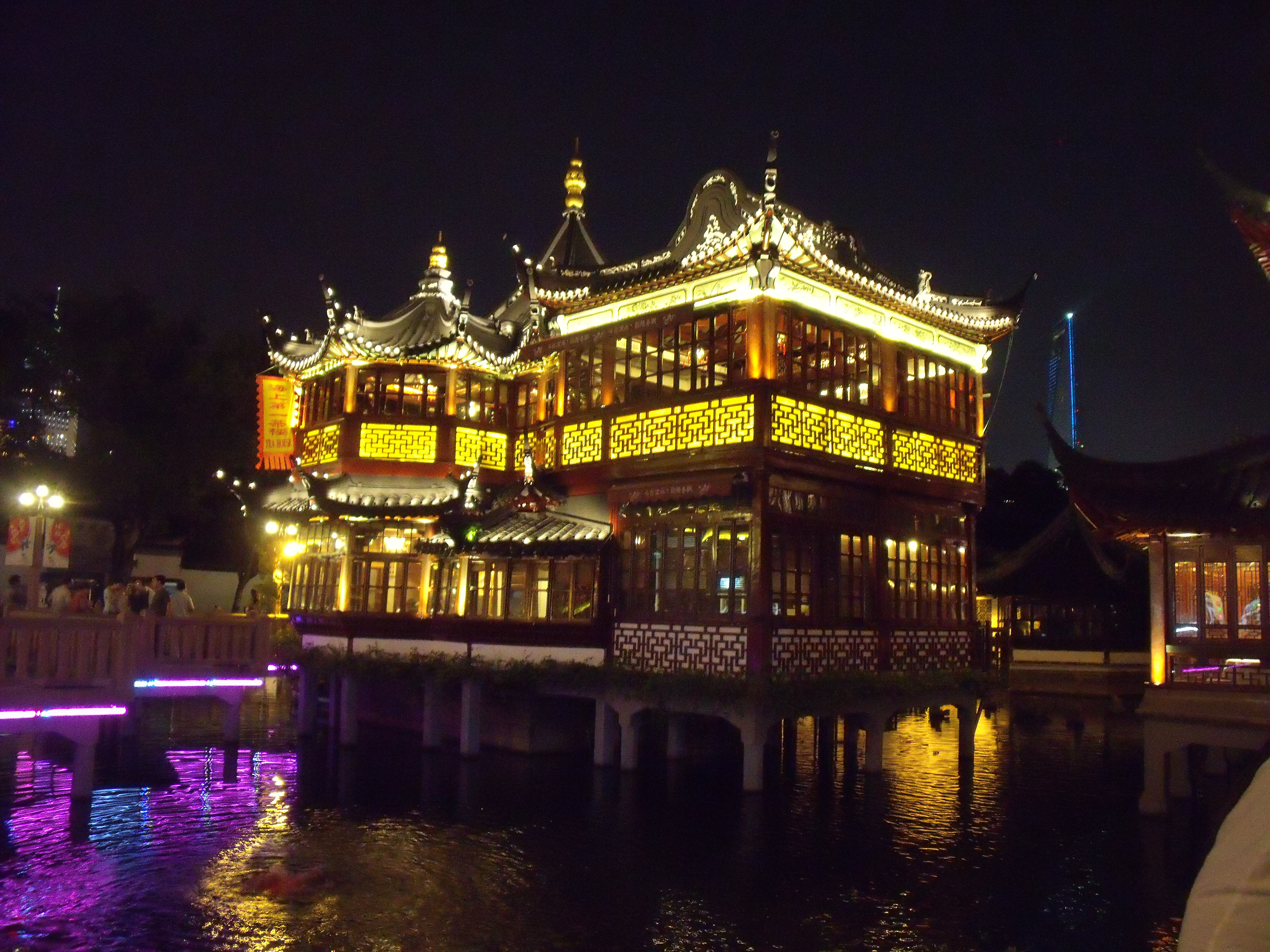
Maison du thé (Lao Shanghai).
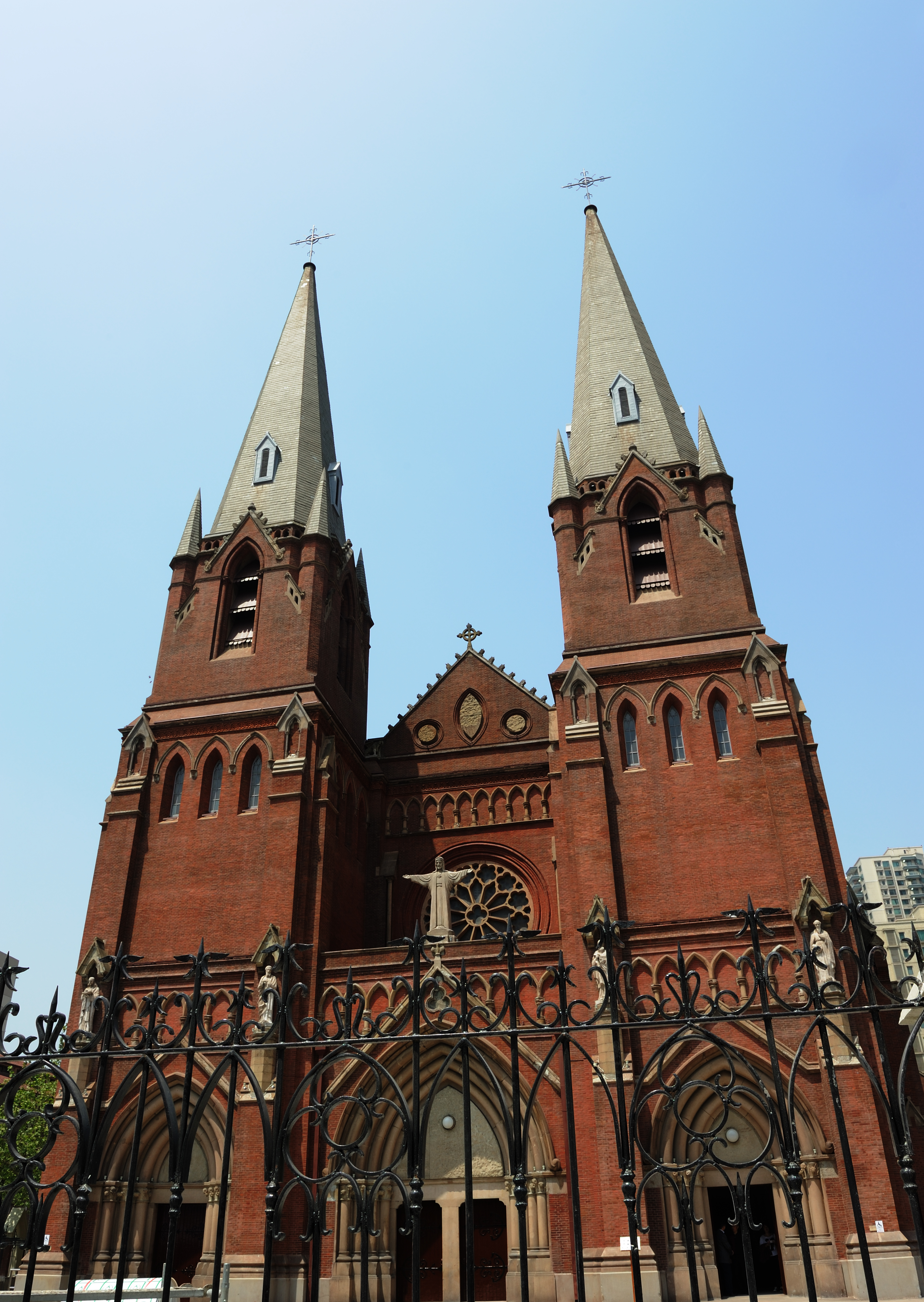
Vue de la cathédrale Saint-Ignace.
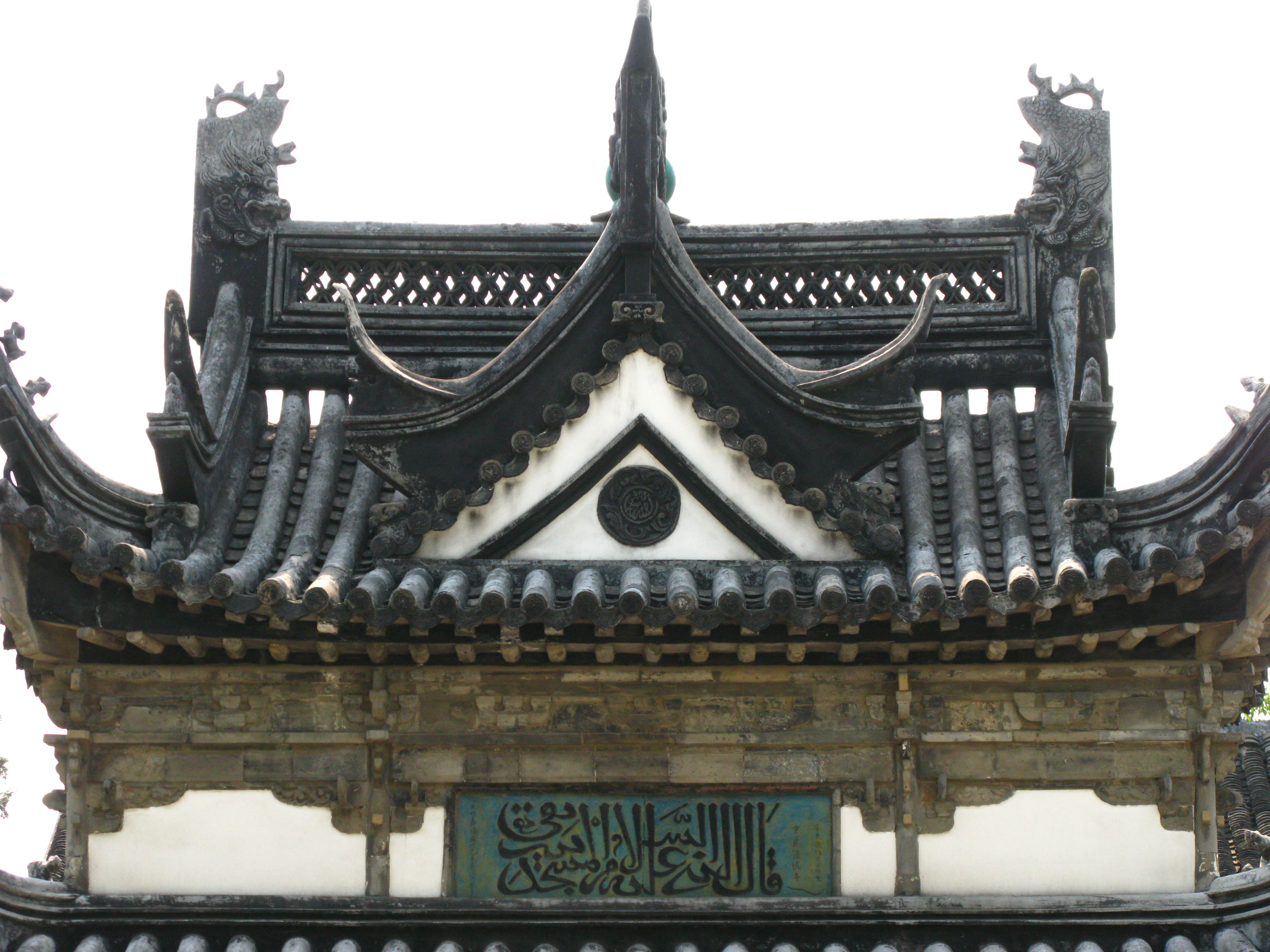
Mosquée Xiaotaoyuan.
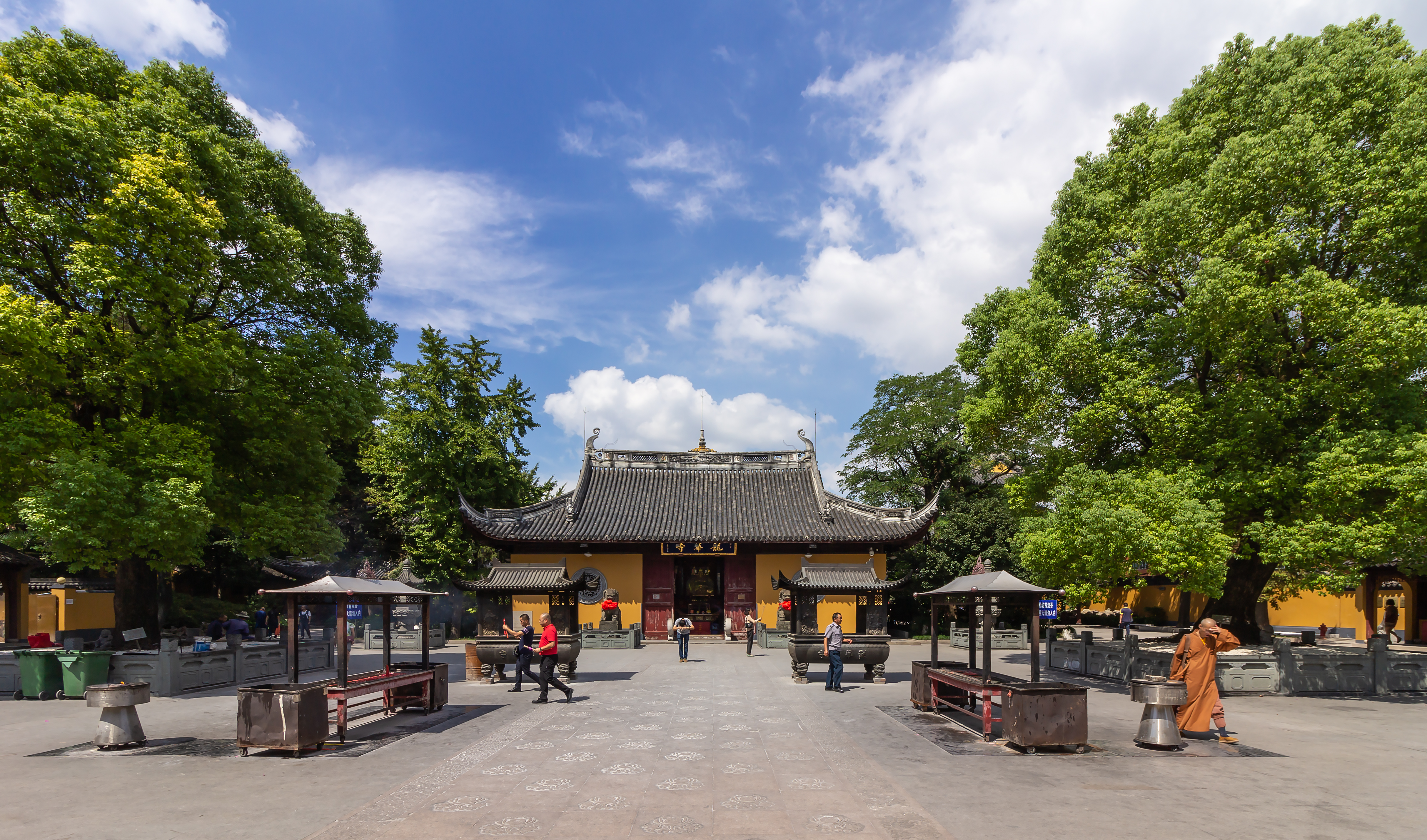
Temple Longhua.
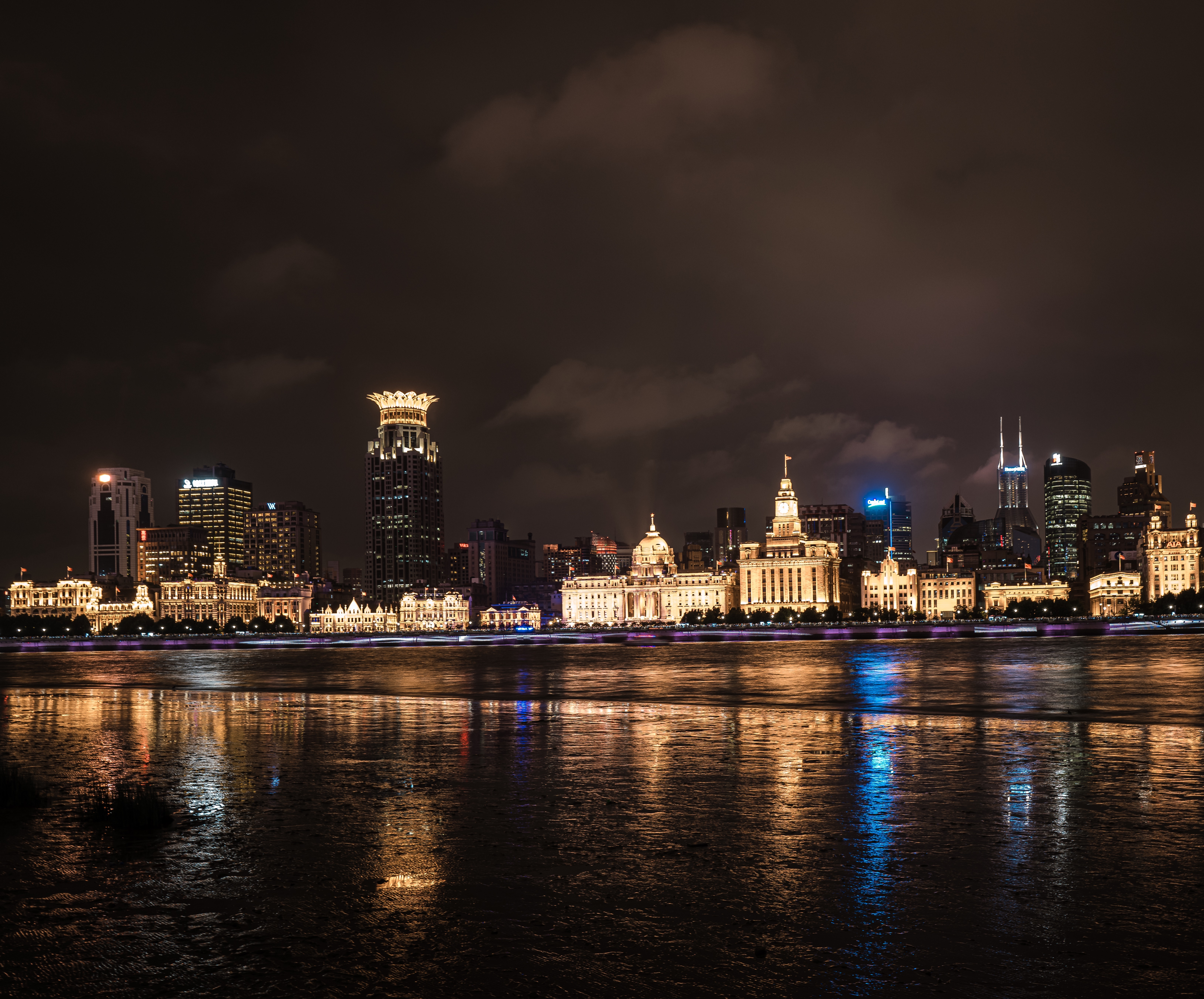
Les bâtiments d'architecture occidentale sur le Bund.
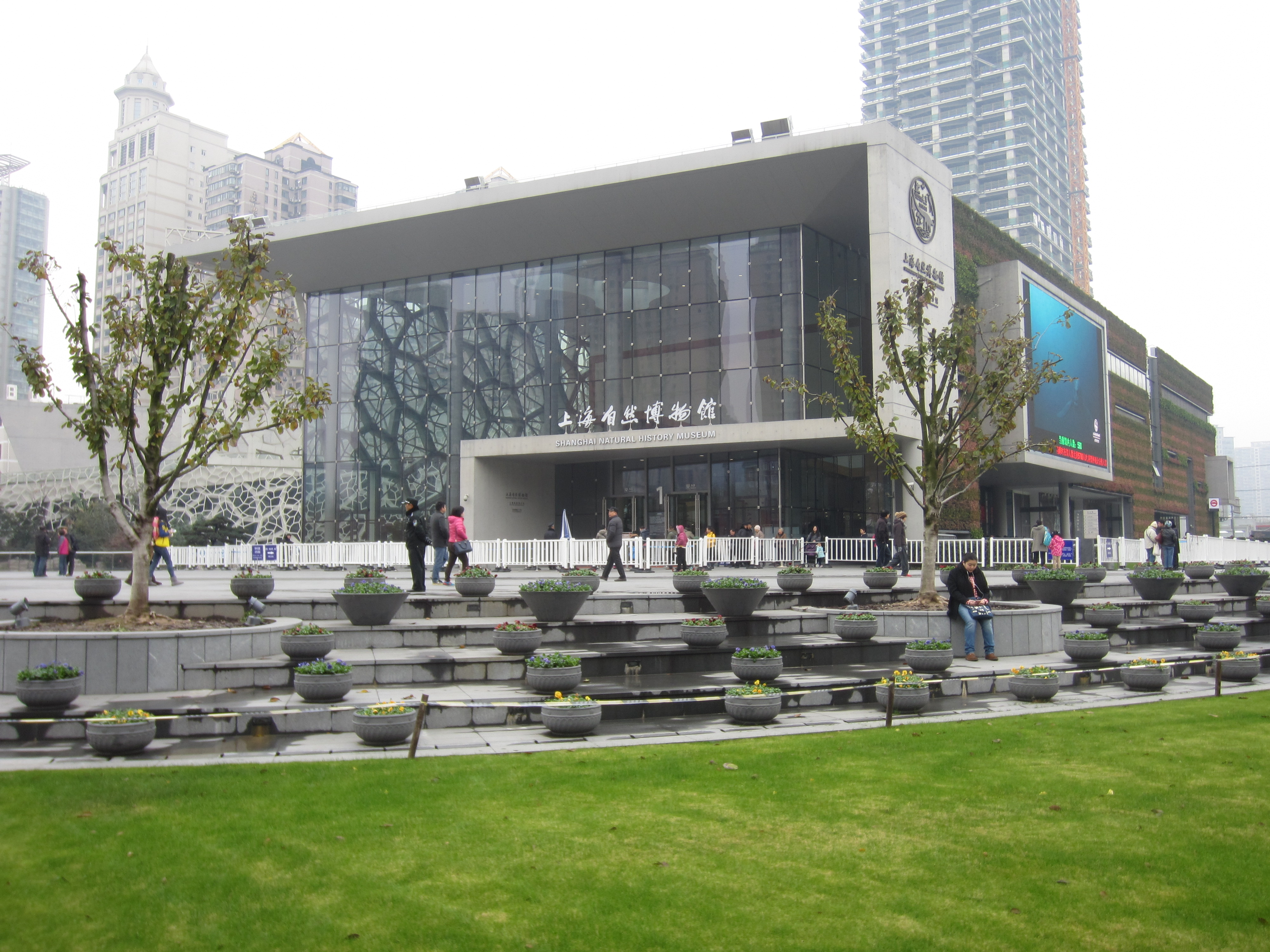
Le musée d'histoire naturelle de Shanghaï dans un édifice d'architecture moderne construit en 2015.

### Spécialités culinaires
La cuisine de Shanghai est en partie tournée vers les crustacés, coquillages et les poissons, de mer ou d'eau douce, du fait de sa position géographique. Ainsi, le crabe poilu de Shanghai (shàng hǎi máo xiè, 上海毛蟹) est une célèbre spécialité délicate, prisée pour les qualités aphrodisiaques des ovaires du crabe femelle.
Cette cuisine se caractérise par l'utilisation du vin de cuisine qui sert à mariner les poissons ou le poulet. Une fois saoulée, la viande est cuite rapidement ou servie crue. Une autre particularité de la cuisine dans cette région est l'utilisation à quantité presque égale du sucre et de la sauce soja. Bien qu'abondamment utilisé, le sucre ne donne pas de goût particulièrement sucré aux plats, mais sert à rehausser le goût, comme dans les « travers de porc en sauce aigre-douce » 'táng cù páigǔ, 糖醋排骨).
La cuisine de Shanghai est également réputée pour la cuisson « braisée en rouge » (hóng shāo, 紅燒), qui consiste à faire cuire à feu doux viandes et légumes. L'utilisation de sauce soja ou de sucre permet alors d'obtenir la fameuse couleur rouge.

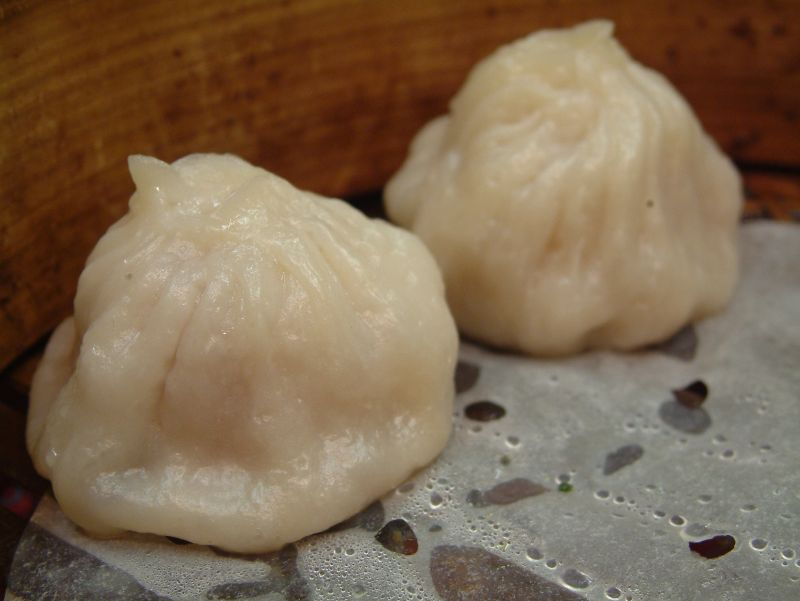
Bouchées à la vapeur.

Les habitants de la ville de Shanghai sont réputés pour manger de petites portions. Par exemple, les bouchées à la vapeur (小笼包 / 小籠包, xiǎolóng bāo) sont beaucoup plus petites que leurs cousines baozi (包子) que l'on trouve ailleurs en Chine.
Voici une liste de spécialités de la cuisine de Shanghai :
- le « pigeon braisé de Huangshan » (huángshān dùn gēzi, 黄山炖鸽子) ;
- le « porc en forme de tête de lion » (shīzi tóu, 狮子頭) ;
- le « poulet du mendiant » (jiào huà jī, 叫化鸡) est un plat réputé où un poulet est enveloppé dans des feuilles de lotus et cuit au four dans un pain d’argile ;
- le « gâteau de nouvel an » (nián gāo, 年糕) est servi pour le Nouvel an chinois ;
- le petit déjeuner (cí fàn tuán, 糍饭团) est parfois consommé avec du lait de soja ;
- les nouilles tirées (拉面 / 拉麵, lā miàn) à la technique de confection spectaculaire, proviennent originellement de la minorité musulmane Hui de Lanzhou, chef-lieu de la province du Gansu ;
- les pains farcis à la pâte dure remplie de porc (shēng jiān mán tóu, 生煎饅頭) : bouchées garnies à la vapeur, remplies de soupe ;
- le poisson entier à la vapeur (dòu chǐ zhēngyú, 豆豉蒸魚) ;
- les crevettes aux noix (hétáo xiārén, 核桃虾仁) ;
- les boulettes de porc en forme de « perles » (zhēnzhū ròuwàn, 珍珠肉丸) ;
- les feuilletés farcis salés ou sucrés (蟹壳黄) ;
- le gâteau aux noix glacé (核桃冰糕) ;
- le gâteau glutineux aux pâtes de sésame et sucre (双酿团).

### Arts
- L'École de Shanghai désigne un vaste mouvement de renouveau culturel qui s'est développé à Shanghai de 1840 à 1920, dans un contexte d'ouverture au reste du monde mais aussi imprégné de références aux cultures anciennes. Ces pratiques artistiques, « caractérisées par la libération du trait et l’irruption de la couleur » [43], ont servi de diverses manières au mouvement moderne chinois [44].
- Parallèlement à Pékin, Shanghai est un foyer d'activités culturelles de plus en plus proche de standards occidentaux : la Biennale de Shanghai, les galeries d'art contemporain comme Shanghart, Eastlink, Island6, Artscene Warehouse, M50, the MD Gallery en sont quelques exemples.
- Opéra de Shanghai
- Musée des arts chinois de Shanghai

Et aussi : musée national de Shanghai, musée de Shanghai, musée des Beaux-Arts de Shanghai, centre de sculpture de Shanghai, musée Lu Xun de Shanghai (dans le parc Lu Xun), le Mémorial du siège du 1er Congrès du Parti communiste chinois de Shanghai.
Le Centre Pompidou pourrait ouvrir un site consacré à l'art moderne à Shanghai.

### Littérature

#### Littérature chinoise
L'imprimerie, introduite par les missionnaires protestants, avait fait de Shanghai un centre majeur de l'édition. Un lectorat nombreux dû à un taux d'alphabétisation élevé favorisait le développement de la littérature populaire. La langue de wu est ainsi introduite dans les dialogues des romans, et le roman Haishang hua liezhuan (Fleurs de Shanghai, 1894) de Han Bangqing (en) est même entièrement écrit dans cette langue. Le « roman de courtisanes » de son côté est souvent lié à la ville de Shanghai, à l'instar du Haishang fanhua meng (Rêves de splendeur shanghaienne, 1898-1906) de Sun Yusheng. Dans ce genre de roman, le romantisme habituel des histoires d'amour se mêle parfois au réalisme de la vie urbaine, mâtiné d'un exotisme occidental issu des concessions.
À la fin de l'Empire apparaît à Shanghai un courant littéraire appelé école des canards mandarins et des papillons, produisant une littérature populaire à thématique amoureuse. Les romans de cette école, dont l'appellation est à l'origine péjorative, racontent dans la tradition des romans populaires antérieurs les aventures compliquées de couples d'amoureux (symbolisés par les canards mandrins et les papillons), généralement un jeune homme au talent méconnu et une jeune fille à la beauté éthérée. Après la suppression des examens impériaux en 1905, cette littérature était produite par des lettrés cherchant à vivre de leur plume. Si les intellectuels méprisaient ce genre, la petite bourgeoisie en était friande. Le Fantôme de la poire de jade (1911) de Xu Zhenya (zh) est un exemple type de ce genre de romans, qui a ses prolongements au cinéma et qui perdure jusque dans les années 1930. Cheng Xiaoqing (zh) est quant à lui le premier écrivain spécialisé dans le genre policier, avec son héros Huosang, imitation de Sherlock Holmes.
Après le mouvement du 4 mai 1919, la « Nouvelle Littérature », dont Pékin est le fer de lance depuis 1915, a des répercussions à Shanghai. Elle est ainsi le siège de la Société Création, fondée au Japon en 1921 par Guo Moruo et Yu Dafu, qui mettent en avant un individualisme romantique et rebelle, influencé par la poésie occidentale. Mais c'est avant tout avec l'école néosensationniste que l'esprit de Shanghai (le haipai (en)) trouve son expression dans la littérature. Liu Na'ou, fondateur du groupe, Mu Shiying et Shi Zhecun en sont les principaux représentants. Écrivains bohèmes, les néosensationnistes fréquentent cafés, dancings et cinémas et trouvent leur inspiration dans la modernité urbaine. Ils innovent dans le domaine des techniques et procédés littéraires, s'inspirant du cinéma et d'exemples venus du Japon ou d'Occident. Les recherches formelles et la volonté de se tenir à l'écart des problèmes politiques et sociaux des modernistes suscitent l'hostilité des écrivains engagés, généralement à gauche.
La politique répressive des seigneurs de la guerre avait conduit durant les années 1920 nombre d'écrivains à quitter Pékin pour se réfugier à Shanghai, comme Lu Xun en 1927. La ville était ainsi devenue un haut lieu de la littérature engagée, comme l'illustre la conversion au marxisme du groupe Création. Après le massacre des communistes par le Guomindang en avril 1927, les intellectuels de gauche tentent de s'organiser. La Ligue des écrivains de gauche est ainsi créée en 1930, sous l'égide de Lu Xun. Regroupant essentiellement des militants, la Ligue, tout comme d'autres organisations similaires, s'attache à promouvoir une littérature prolétarienne et révolutionnaire. L'exemple le plus achevé de cette tendance est le roman Minuit (1933) de Mao Dun, dans lequel est racontée la lutte entre capitalistes nationaux et compradores, et la défaite des premiers. La modernité de Shanghai s'y montre sous un aspect négatif. L'épisode le plus fameux de la brutalité de la répression du Guomindang envers les écrivains engagés est celui de l'exécution de cinq écrivains communistes, les cinq martyrs de la Ligue des écrivains de gauche, en 1931,.
Avec le déclenchement de la guerre sino-japonaise (1937), les écrivains sont nombreux à quitter Shanghai. Parmi ceux qui restent, certains se compromettent avec le régime collaborateur de Wang Jingwei, comme Liou Na'ou et Mu Shiying, tous deux assassinés en 1939-1940 dans des circonstances mal élucidées. Des reproches de collaboration sont aussi adressés après la guerre à Zhang Ailing (alias Eileen Chang) et Su Qing, les deux écrivains les plus représentatifs de cette période. Le nom d'Eileen Chang est étroitement associé à la ville de Shanghai, où elle est née. Cependant Shanghai n'est que peu présente dans son œuvre, la ville n'y apparaît que dans quelques nouvelles de nature intimiste. Dans ses écrits, Su Qing aborde sans fard la vie quotidienne et conjugale d'un point de vue féminin. Toutes deux attestent la place nouvelle que les femmes ont acquise dans la vie littéraire.
Après 1949, beaucoup d'écrivains ont la prudence de délaisser la création littéraire pour lui préférer la recherche ou la traduction, activités politiquement moins compromettantes. La vie shanghaïenne est toutefois un sujet abordé par Zhou Erfu, l'auteur d'un roman-fleuve en quatre volumes, Shanghai de zaochen (Le Matin de Shanghai), qui suit les traces du Minuit de Mao Dun : le roman montre comment les capitalistes de Shanghai cherchent à s'accommoder du régime communiste. Le sujet vaut au roman d'être condamné pendant la révolution culturelle (les deux derniers volumes ne paraissent qu'après 1979). Durant la révolution culturelle Shanghai est d'ailleurs le quartier général des gauchistes les plus radicaux, autour de Jiang Qing, l'épouse de Mao : c'est le « groupe de Shanghai », plus tard appelé Bande des quatre. Une critique de Yao Wenyuan, l'un des « Quatre », contre la pièce La Destitution de Hai Rui de Wu Han, parue dans un journal de Shanghai en 1965, avait servi de prélude au déclenchement de la révolution culturelle. Les intellectuels, ici comme ailleurs, ont alors leur part de persécutions et d'exils, voire de suicides, comme celui de Fu Lei, célèbre traducteur. Ba Jin, qui vit à Shanghai, a laissé des souvenirs de cette période dans ses mémoires.
La légende du Shanghai d'avant-guerre, occultée en Chine même après 1949, se perpétue dans le recueil de l'écrivain Bai Xianyong, exilé à Taiwan. Dans son recueil de nouvelles Gens de Taipei (1971), les personnages se souviennent du Shanghai magnifié de leur vie avant l'exil. La ville y est aussi présentée comme la capitale d'un monde déchu. Avec les années 1990, deux écrivaines shanghaiennes, Chen Danyan et Cheng Naishan explorent à nouveau le passé de la ville pour le mettre en miroir avec le présent. Ce retour au passé est aussi l'occasion d'un exotisme facile, fait de sexe et de violence, dont les romans Mengui (Shanghai Triad) de Li Xiao et Shanghai wangshi (Les Triades de Shanghai, inspiré du précédent) de Bi Feiyu sont des exemples. Le cinéma y trouve son compte, avec le film de Zhang Yimou Shanghai Triad, adapté du roman de Li Xiao, ou celui de Hou Hsiao-hsien, Les Fleurs de Shanghai, adaptation du roman de Han Bangqing. En revanche, c'est avec un personnage ordinaire, dans une histoire romantique et mélancolique, que Wang Anyi trace un portrait de la ville entre 1945 et 1985 : son roman Le Chant des regrets éternels (1995) est considéré comme l'un des meilleurs romans jamais écrits sur Shanghai[Par qui ?]. Plus récemment se sont fait connaître les « belles écrivaines », Wei Hui et Mian Mian. Wei Hui est l'auteur du roman autobiographique Shanghai Baby, où le cosmopolitisme traditionnel de Shanghai se mêle au narcissisme de l'héroïne. Ce même cosmopolitisme se retrouve dans Les Bonbons chinois de Mian Mian, roman explorant les milieux marginaux de la ville.

#### Littérature française
La Condition humaine d'André Malraux se déroule dans le décor de la ville. Soutenu par les étrangers des concessions, le parti nationaliste du Guomindang de Tchang Kaichek s'apprête à écraser les communistes chinois dans la ville. Tableau historique du conflit interne chinois et réflexions sur la guerre.
Stéphane Fière dépeint, dans La Promesse de Shanghai, le destin d'un paysan contemporain arrivant à Shanghai pour y devenir manœuvre.
Le journaliste Albert Londres écrit La Guerre à Shanghai, avant un dernier reportage, fatal, sur les mafias de la ville.
La Suite de Shanghai (Tohubohu éditions) de Bruno Birolli, qui comportent déjà deux romans Le Music-hall des espions (2017) et Les Terres du Mal (2019), se déroulent dans le monde des services secrets et reconstituent Shanghai pendant les années 1930.

#### Autres littératures étrangères
Noël Coward rédige en 1930 Private Lives.
L'Empire du soleil, de J. G. Ballard relate la prise de Shanghai par les troupes japonaises, au lendemain de Pearl Harbor. Un enfant de la ville passe trois années dans un camp de détention.
Un détective enquête sur une mystérieuse disparition dans la concession française de Shanghai, sous la plume de Kazuo Ishiguro, dans Quand nous étions orphelins.

### Bande dessinée
L'album de Tintin Le Lotus bleu dépeint notamment la lutte des chinois pour leur indépendance, avec les enjeux du marché de l'opium en toile de fond.

### Cinéma
Shanghai est le lieu de naissance de l'industrie cinématographique du cinéma chinois.
Shanghai, ville de cinéma, a inspiré les cinéastes.
- Shanghaï Express (1932) de Josef von Sternberg, y tient une place à part : chef-d’œuvre incontesté, il présente la particularité de la magistrale reconstruction en studio d'une Chine où Sternberg n'avait jamais mis le pied.
- Shanghai Gesture (1941) du même Josef von Sternberg, renouvelle d'ailleurs l'expérience, sur le monde du jeu dans l'enclave internationale.

Quelques acteurs/actrices shanghainais connus en Chine :
- Hu Ge, acteur et chanteur chinois très connu et très populaire en Chine.

Quelques autres films où le décor (réel) de Shanghai à diverses époques joue un rôle majeur :
- Empire du soleil de Steven Spielberg (1987) dans le Shanghai de l'invasion japonaise de 1942.
- Shanghai Kiss avec Hayden Panettiere, réalisé par Ren et Konwiser, qui raconte l'histoire d'un américain d'origine chinoise qui doit se rendre à Shanghai à la suite du décès de sa grand-mère.
- TE Wei et les films d'art de Shanghai, réalisé par Julien Gaurichon et Marie Claire Quiquemelle, 2006, qui expose les secrets des animateurs chinois et leur relation avec les arts traditionnels.
- Mission impossible 3 (2006) avec Tom Cruise, réalisé par J. J. Abrams.
- Désir, danger de Ang Lee (2007) se déroule en grande partie à Shanghai en 1942 lors de l'occupation japonaise.
- The Longest Night in Shanghai (2007), film sino-japonais, réalisé par Zhang Yibai.
- Laowai (2010), avec Marc D. et G. Bladocha. Ce film met en scène deux jeunes étrangers faisant fortune dans les virées nocturnes et vivant l'euphorie dans cette immense ville.
- Apart Together (2010), film chinois, réalisé par Wang Quan'an.
- La Vérité si je mens ! 3 (2012) avec Richard Anconina, Vincent Elbaz, Bruno Solo et Gilbert Melki, réalisé par Thomas Gilou.
- Looper (2012), film américain avec Bruce Willis, Joseph Gordon-Levitt, Paul Dano, réalisé par Rian Johnson.
- Skyfall (2012) avec Daniel Craig, Javier Bardem. Réalisé par Sam Mendes.
- Shanghai blues, nouveau monde (2013) avec Élodie Navarre, Clément Sibony et Samuel Jouy, téléfilm réalisé par Fred Garson.

En revanche, non seulement La Dame de Shanghai, d'Orson Welles (1946), ne se déroule pas à Shanghai, mais le rapport du film avec la ville est on ne peut plus lointain.

### Parcs et jardins
Shanghai comprend de nombreux parcs et jardins, par exemple:
- Huangpu: Parc du peuple, Parc Huangpu, Parc Fuxing, Parc Gucheng
- Xuhui: Jardin botanique de Shanghai, Parc Xujiahui, Parc Guilin
- Changning: Parc Zhongshan, Parc Tianshan
- Jing'an: Parc Jing'an, Parc de sculptures de Jing'an
- Putuo: Parc Mengqingyuan, Parc Changfeng
- Hongkou: Parc Lu Xun, Parc Heping
- Yangpu: Parc forestier de Gongqing
- Pudong: Parc du siècle, Parc Lujiazui, Parc forestier de Binjiang
- Baoshan: Parc Gucun
- Jardins: Jardin Yuyuan

## Transports

### Transport en commun

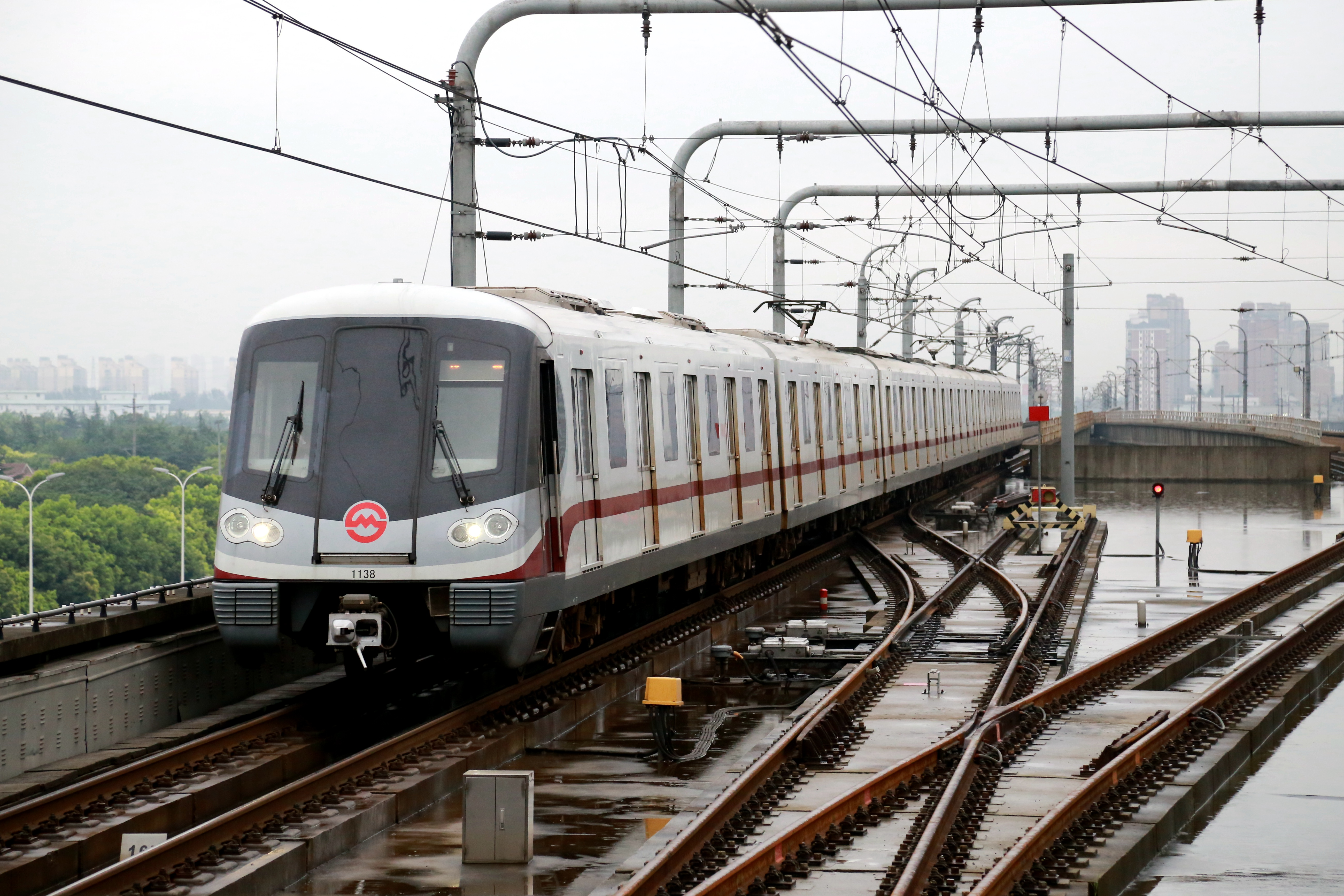
La ligne 11 en viaduc.

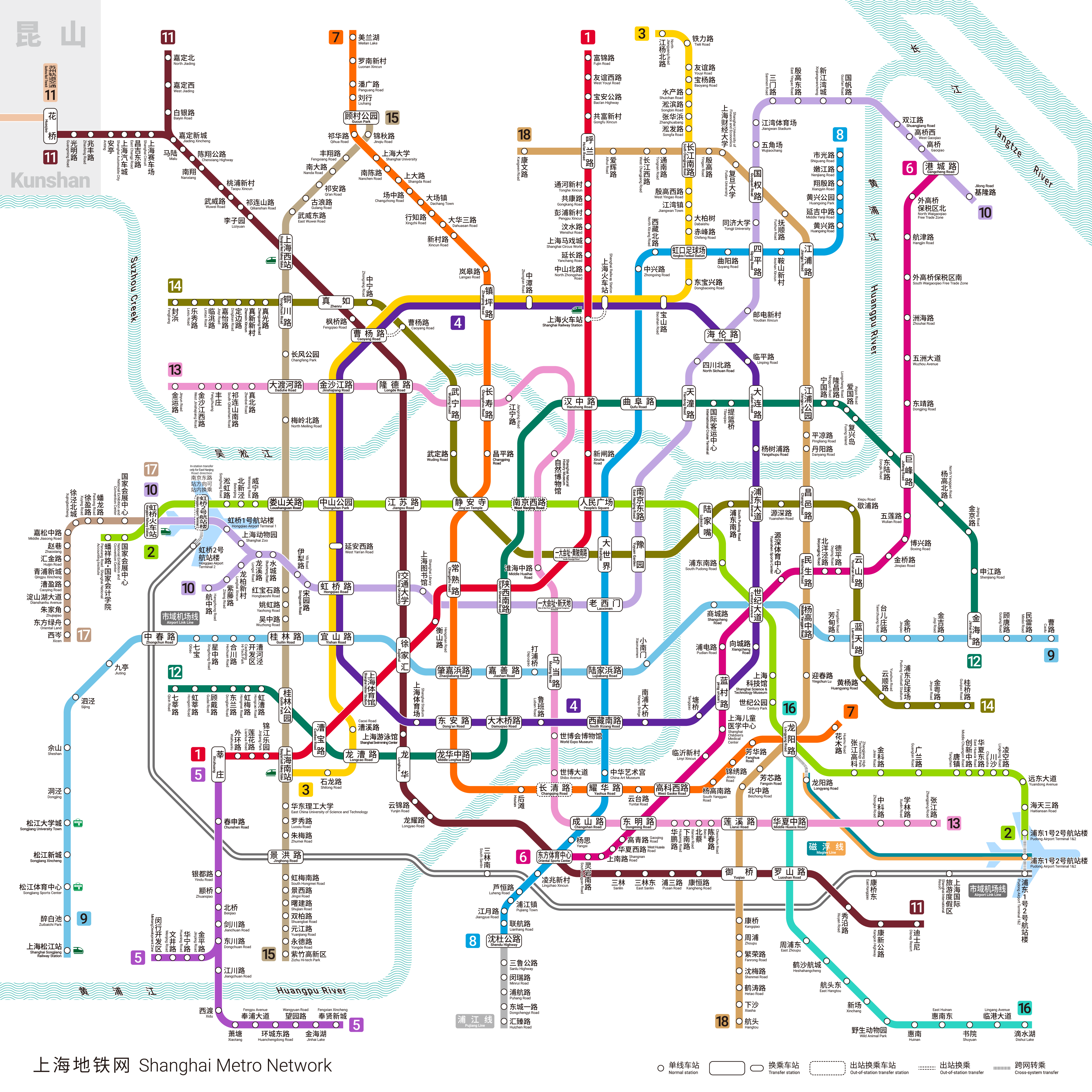
Réseau de métro de Shanghai.

En 2024, le métro de Shanghai comprend 19 lignes (lignes 1 à 18, et la ligne de Pujiang). Il s'agit du plus grand réseau de métro au monde, en termes de longueurs des voies.
Depuis le 31 décembre 2009, Shanghai possède également un réseau de tramway dans le district de Songjiang, l'ouest de la métropole.
La ville est desservie en continue depuis 1914 de lignes de trolleybus. En 2024, il reste 7 lignes en service.

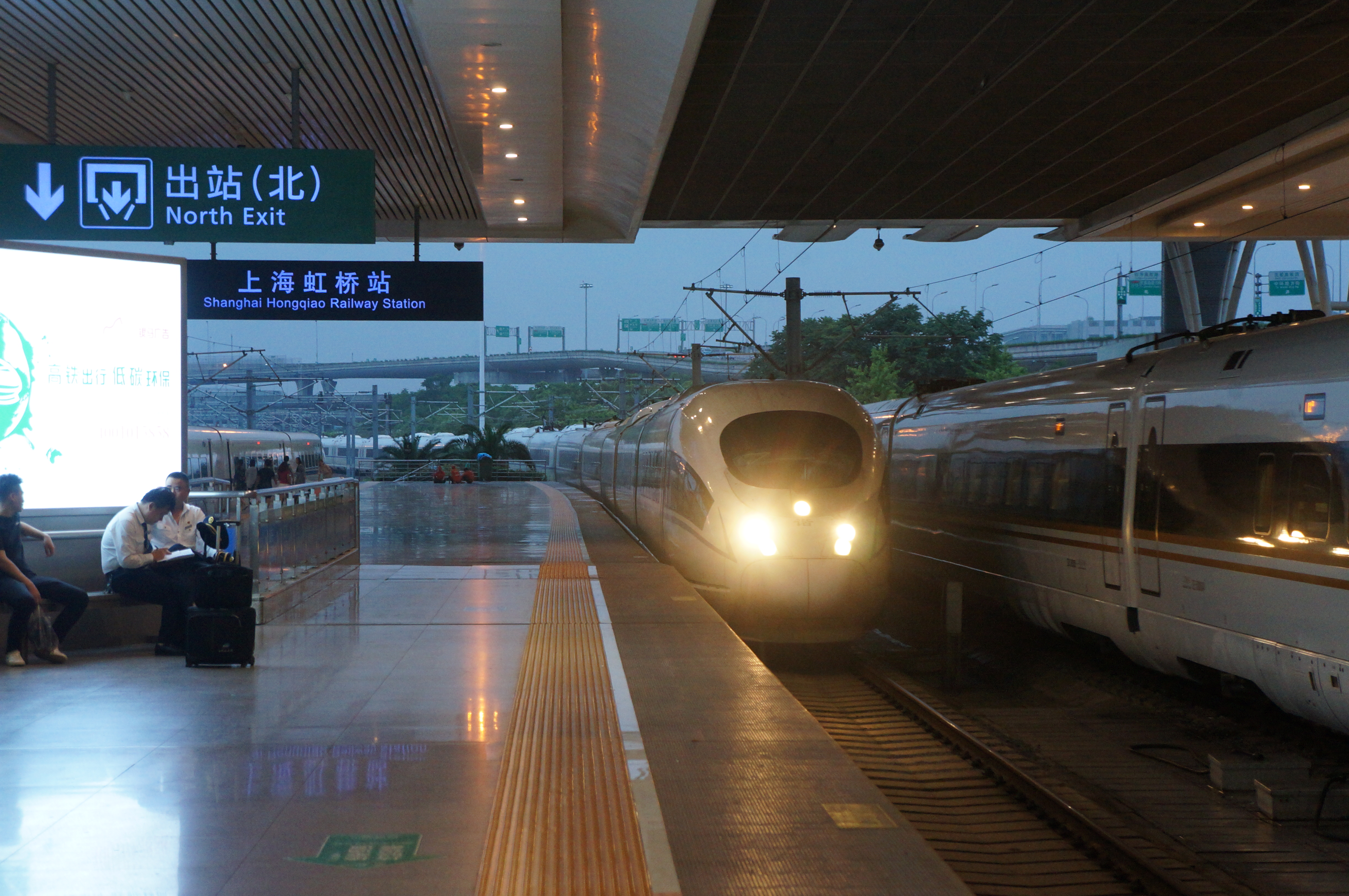
Un train à grande vitesse arrivant à la gare de Shanghai-Hongqiao.

### Transport ferroviaire
Deux lignes de chemin de fer classiques se croisent à Shanghai, Pékin-Shanghai (京沪) et Shanghai-Hangzhou (沪杭). Depuis les années 2010, les grandes lignes à grande vitesse prennent également départ de Shanghai vers toutes les grandes villes chinoises via le réseau à grande vitesse, suivant notamment les lignes LGV Pékin - Shanghai, LGV Shanghai - Hangzhou, LGV Shanghai - Kunming, LGV Shanghai - Nankin, etc.
Ces lignes ferroviaires desservent les principales gares à Shanghai : gare de Shanghai, gare de Shanghai-Hongqiao, gare de Shanghai-Ouest et gare de Shanghai-Sud.
Depuis le 1er janvier 2004, la ligne de Transrapid, un train à sustentation magnétique (maglev), relie le centre-ville à Longyang Road au nouvel aéroport international de Pudong. Ce train est ainsi la ligne commerciale la plus rapide au monde (431 km/h).

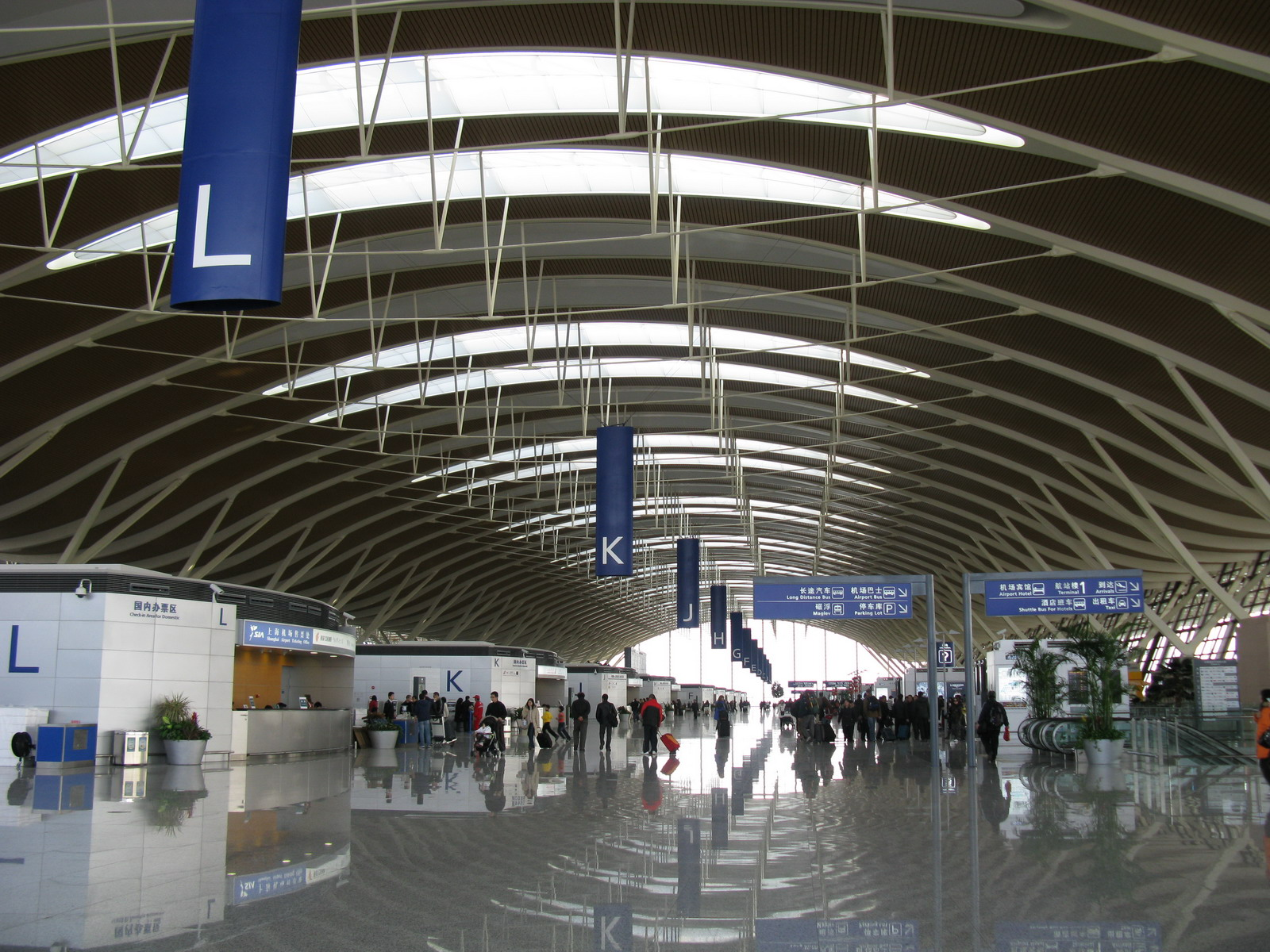
Terminal 2 de l'aéroport de Shanghai-Pudong.

### Transport aérien
La 2e compagnie aérienne chinoise est basée sur les aéroports de Shanghai : China Eastern Airlines.
L'aéroport international de Shanghai-Hongqiao qui se trouve dans le Puxi (ouest du Pu), dans le quartier de Hongqiao, autrefois principal aéroport, aujourd'hui majoritairement consacré aux vols intérieurs et aux vols internationaux et régionaux de l'Asie-Pacifique : Séoul, Tokyo, Macao, Taiwan et Hong Kong. Le terminal 2 de l'aéroport s'intègre dans le pôle multimodal de Hongqiao, relié directement à la gare de Shanghai-Hongqiao qui accueille les trains à grande vitesse des grandes lignes chinoises.
Il est relié à l'aéroport international de Shanghai-Pudong par la ligne 2 du métro qui le dessert depuis 2010. L'aéroport international de Pudong dessert principalement les vols internationaux avec actuellement[Quand ?] deux terminaux et deux satellites et cinq pistes d'atterrissage.

### Taxi
Il existe un grand nombre de compagnies de taxis à Shanghai. Ceux-ci sont aisément reconnaissables à leurs lumineux rouges ou verts indiquant leur disponibilité. Ils sont de plus en plus concurrencés par les voitures de tourisme avec chauffeurs utilisant principalement l'application Didi Chuxing.

### Réseau routier
La route nationale chinoise 318 (ou G318), d'une longueur de 5 476 kilomètres, relie la ville à la frontière népalaise.
La ville est quadrillée de voies rapides surélevées, l'autoroute surélevée Yan'an et l'autoroute surélevée Nord-Sud par exemple.

### Port
Après avoir dépassé le port de Rotterdam en 2003, celui de Hong Kong en 2004, et celui de Singapour en 2005, Shanghai est devenu le port le plus actif du monde, aussi bien en termes de tonnage total traité qu'en nombre de conteneurs. Le port est très engorgé, malgré l'ouverture de l'avant-port de Yangshan, avec une croissance annuelle de son trafic de 30 % : en 2008, Shanghai enregistrait un trafic de 508 millions de tonnes, contre 650 millions de tonnes en 2010. La croissance du trafic conteneurisé a été plus faible avec 28 millions d'EVP (Équivalent Vingt Pieds) en 2008 contre 29 millions en 2010.
Une bonne partie du trafic s'effectue avec l'intérieur du pays, par les 5 000 kilomètres navigables du Yangzi Jiang : les bateaux peuvent aller de Shanghai jusqu'à Chongqing.
Ne pouvant plus s'étendre, en 2000/2001, il fut décidé de construire un nouveau port en eau profonde sur les îles Yangshan au large de Shanghai. Ce nouveau port devant être relié au quartier de Guoyuan par un pont gigantesque — le pont de Donghai — le plus long du monde ondulant en pleine mer sur pas moins de 32,5 kilomètres avant d'atteindre son objectif, afin de suivre les hauts-fonds capables de soutenir les fondations.
S'il s'agit d'un pont, pas moins de 470 piliers, et 15 portuaires, ont été posés dont certains à cent mètres de profondeur, estimé à 400 million d'euros, le coût final atteindra les 1,1 milliard d'euros.
Selon le quotidien financier The Financial Times, daté du 3 juillet 2006, l'opérateur public du port de Shanghai, le Shanghai International Ports Group, voudrait à présent s'étendre à l'étranger, via des acquisitions en Europe, en Asie et aux États-Unis. L'un des responsables de son conseil d'administration a cependant reconnu que les projets pourraient se heurter à des oppositions politiques.

## Personnalités liées à la ville
- Yvonne Cormeau (1909-1997), agente du Special Operations Executive (service secret britannique), y est née.
- Denton Welch (1915-1948), écrivain britannique, y est né.
- Chen Chuanxi (1916-2012), chef d'orchestre, y est décédé.
- John Way (1921-2012), peintre américain né à Shanghai.
- Li Lienfung (1923-2011), chimiste et écrivaine, y est née.
- Wang Danfeng (1924-2018), actrice chinoise, y est née et y est morte.
- Jacques Mayol (1927-2001), apnéiste, scénariste, plongeur.
- Jimmy Wang Yu (1943-2022), acteur et réalisateur taïwanais.
- Yao Ming (né en 1980), célèbre joueur de basketball chinois.
- Zhang Zhan (née en 1983), avocate et lanceuse d'alerte chinoise arrêtée le 13 mai 2020, qui a vécu à Shanghai et est actuellement[Quand ?] détenue.

## Galerie d'images

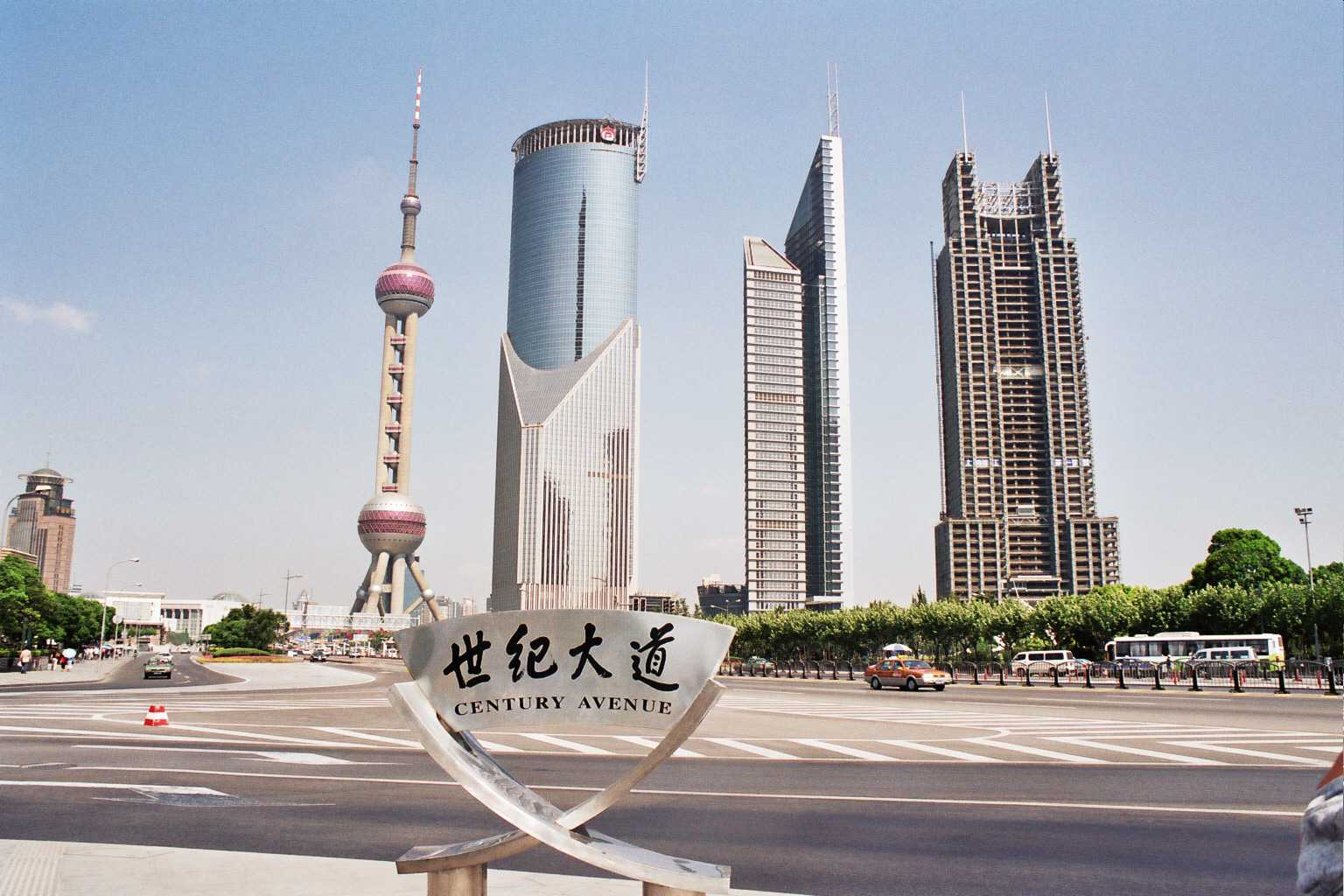
Pudong en 2005.
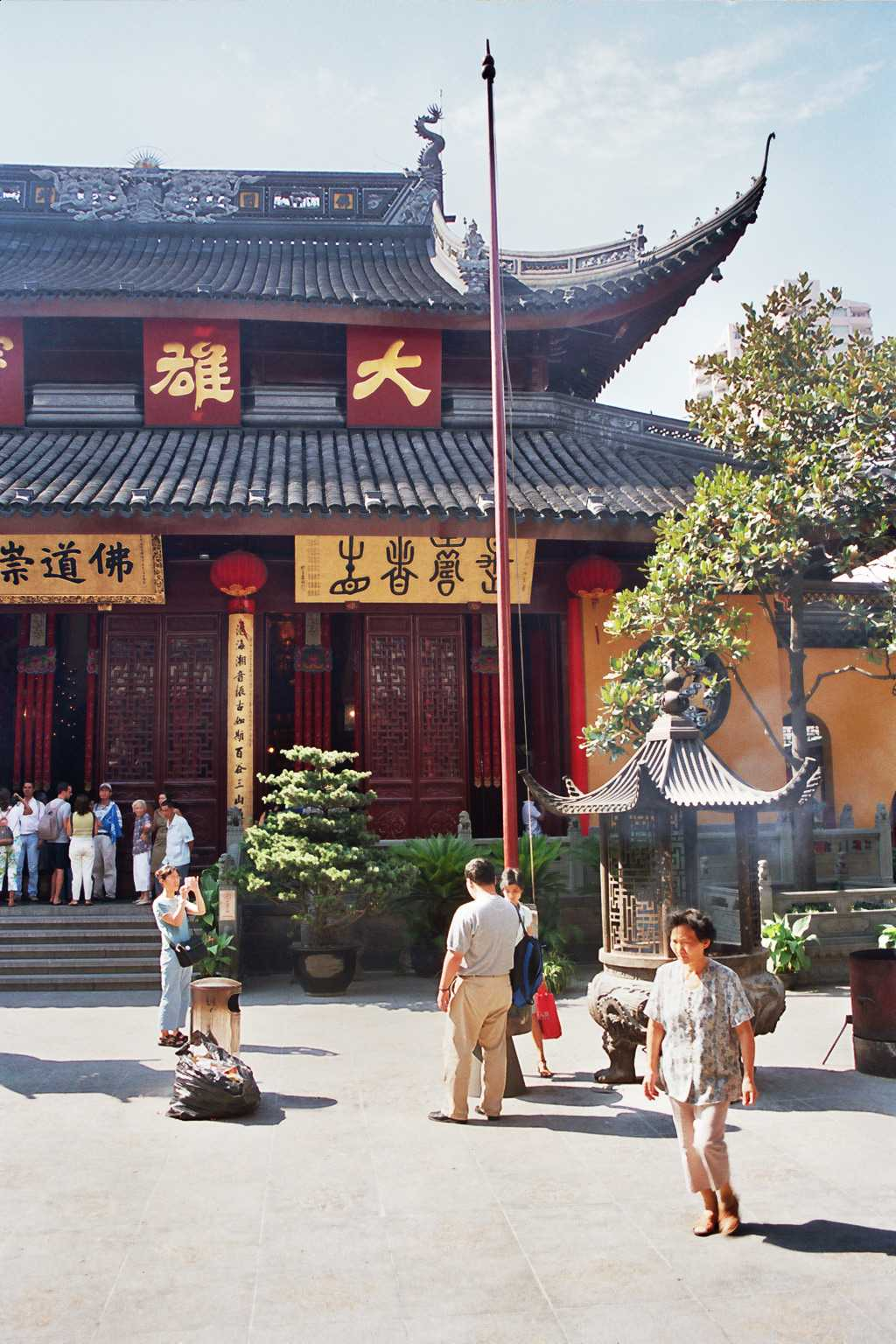
Temple du Buddha de Jade.
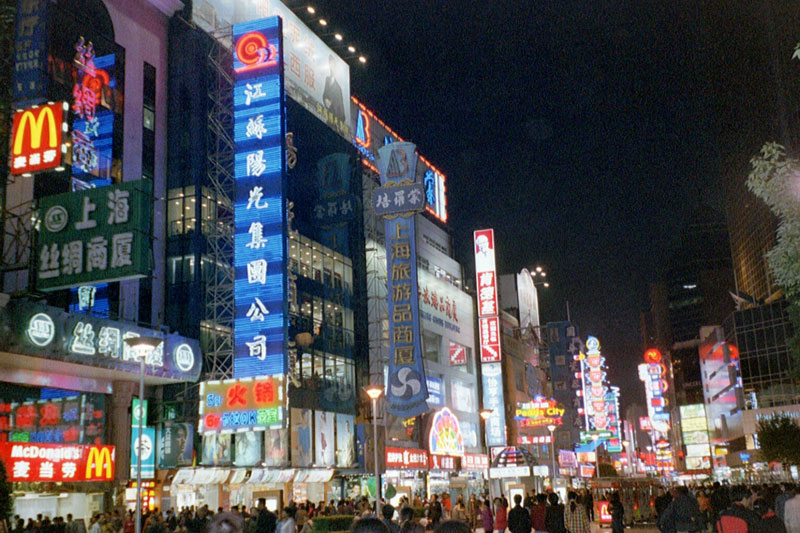
La rue de Nankin.
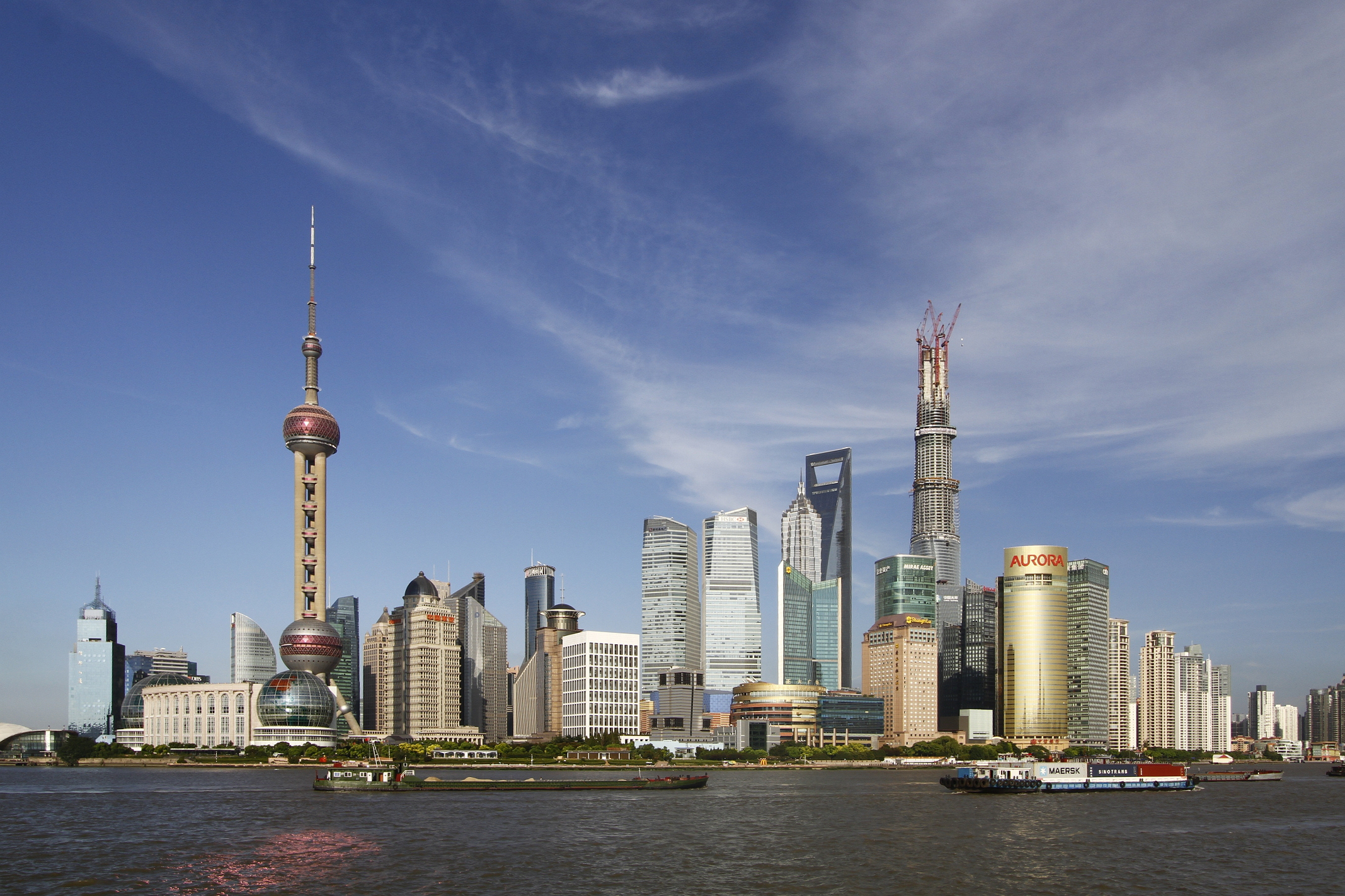
Vue panoramique du Pudong depuis le Bund.
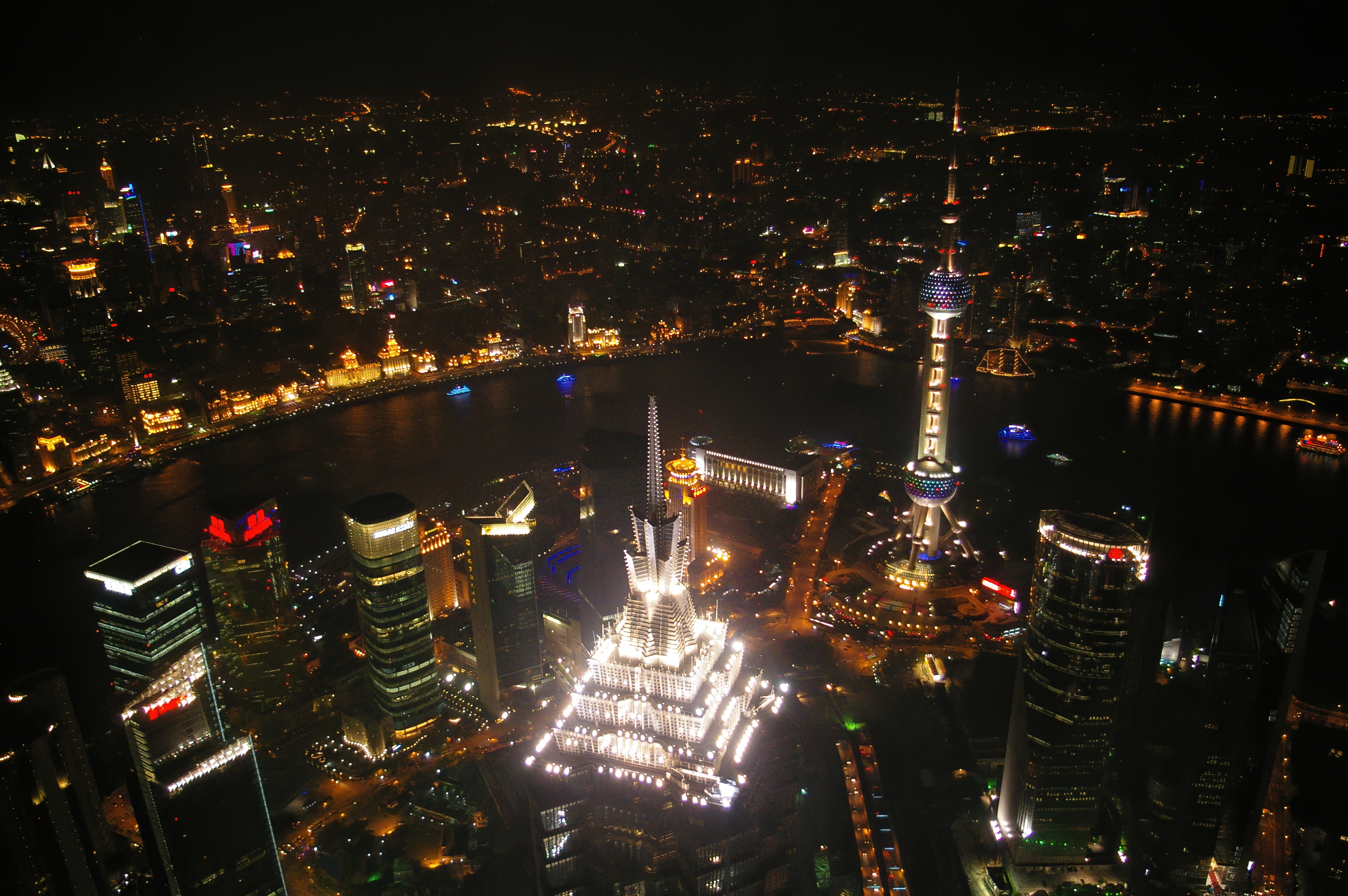
Shanghai de nuit.
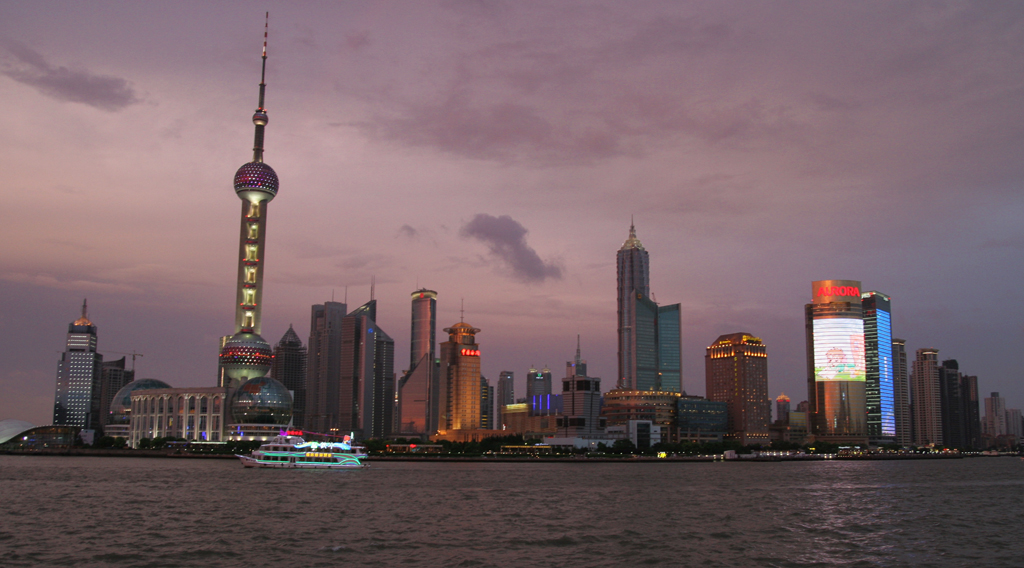
Le quartier d'affaires Lujiazui ; sur la gauche, la perle de l'Orient.
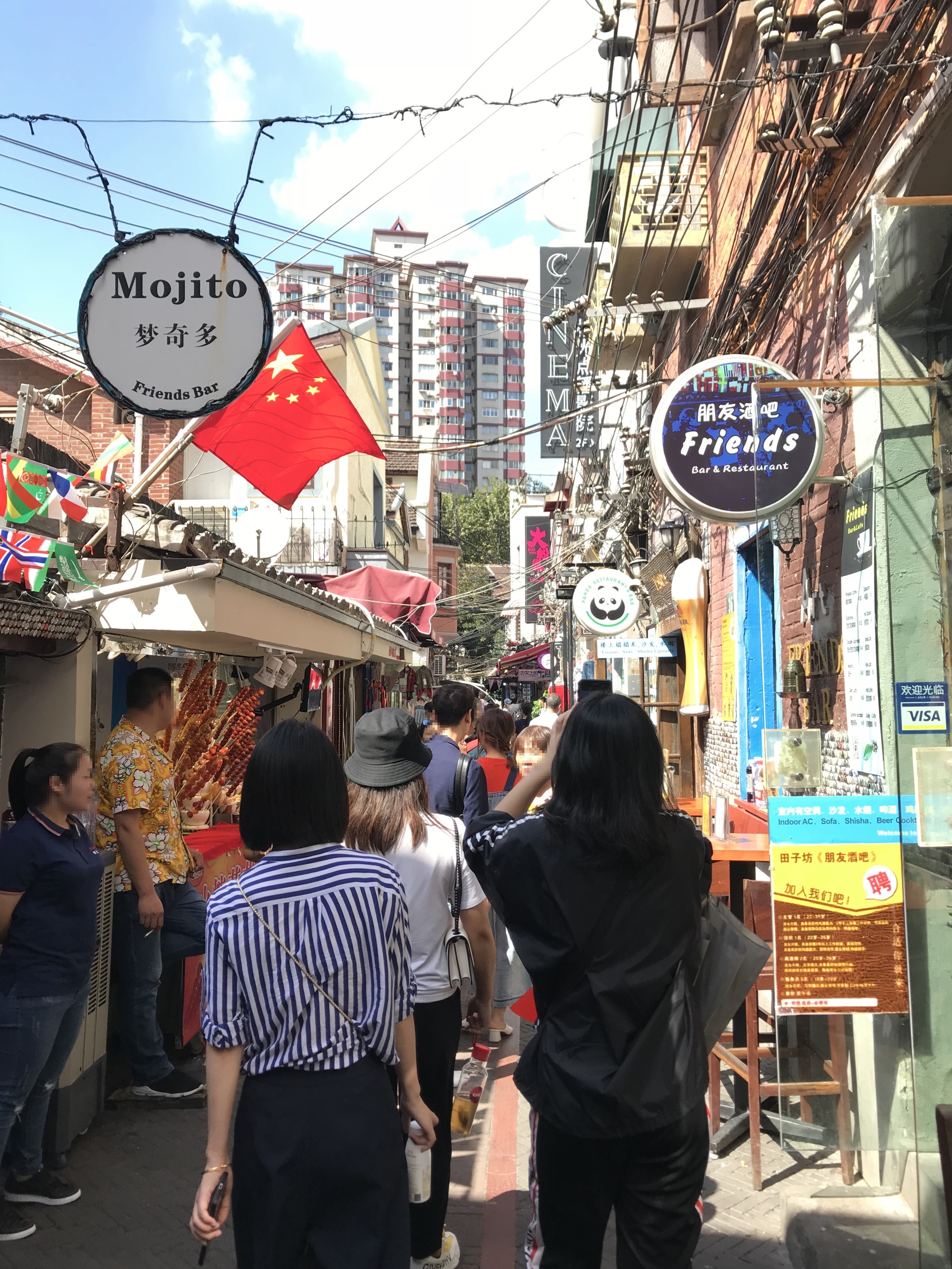
Quartier commercial de Tianzifang.
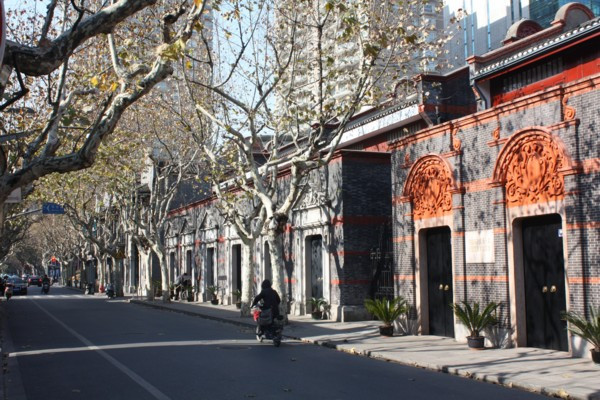
Quartier de Xintiandi.
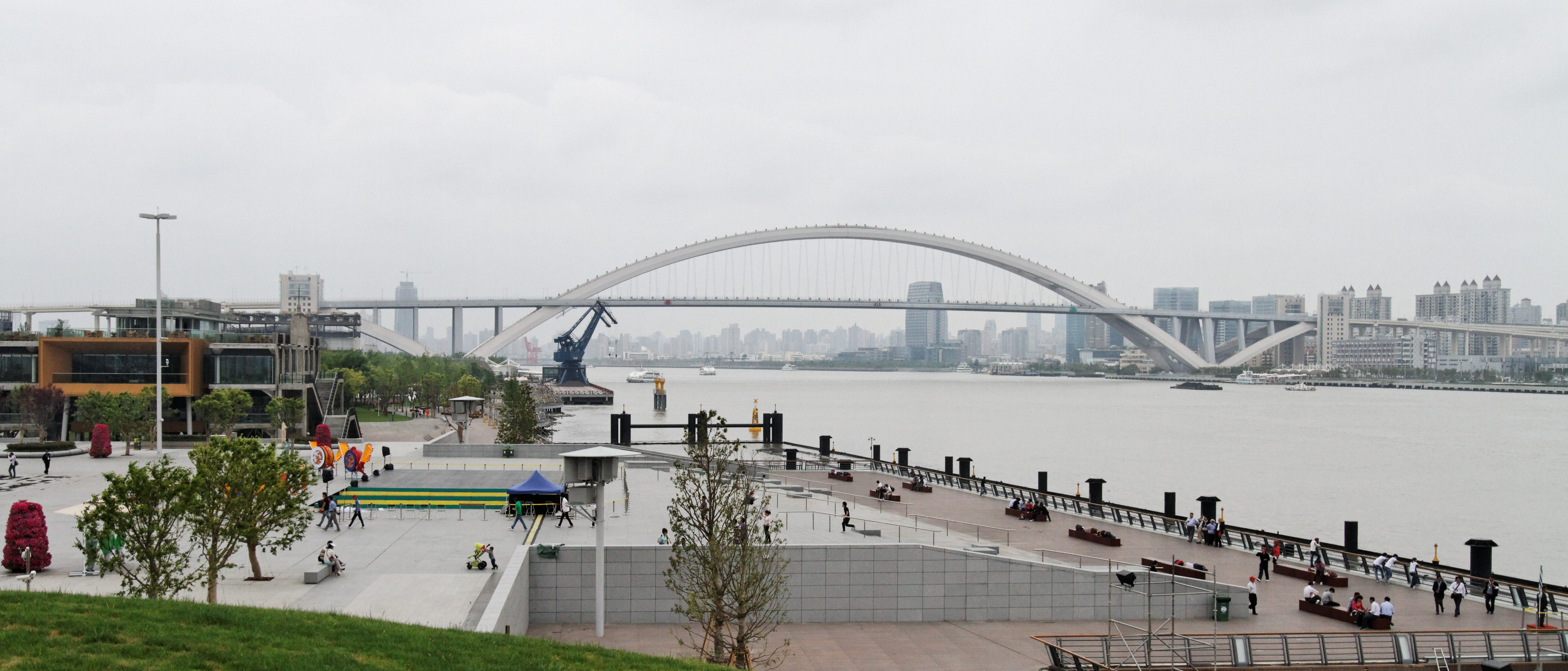
Vue sur le pont Lupu.